# Fontenay-sous-Bois
Pour les articles homonymes, voir Fontenay.
Fontenay-sous-Bois est une commune française située dans le département du Val-de-Marne à la limite de la Seine-Saint-Denis en région Île-de-France.
Située à 3 km à l'est de Paris, la ville est bâtie entre 44 et 111 mètres d'altitude, à cheval sur la terminaison du long plateau de Belleville, ligne de crête qui sépare les bassins versants de la Seine et de la Marne. La nature des sols a donné naissance à de nombreuses sources qui valurent à la cité son nom de Fontenay. Sa proximité avec le bois de Vincennes lui permit de se démarquer d'autres communes homonymes.
L'arrivée du chemin de fer au XIXe siècle marque le début de l'essor de la ville. Celle-ci se développe rapidement avec l'arrivée de Parisiens à la recherche de lieux de villégiature puis s'industrialise au début du XXe siècle avec l'arrivée d'usines et de nouveaux habitants. Dans les années 1970, la ville perd ses dernières terres agricoles où est née la Belle de Fontenay. Elles sont remplacées par une ville de plus en plus verticale liée à la pression démographique dans la région.
Fontenay est desservie par les lignes A et E du RER et par l'autoroute A86. Elle dispose de nombreux équipements éducatifs, sportifs, culturels et sanitaires et accueille sur son territoire le premier pôle tertiaire de l'Est parisien. Ce pôle économique, pendant à l'est de Paris du quartier de la Défense, s'étend sur 160 ha et compte de plusieurs centaines milliers de m2 de bureaux et un centre commercial régional. Elle accueille plusieurs milliers d'employés et de nombreuses entreprises de premier plan parmi lesquelles la Société générale, Axa ou encore BNP Paribas.

## Géographie

### Localisation

Fontenay-sous-Bois en petite couronne.

Fontenay-sous-Bois est une ville de la proche banlieue Est parisienne, située à 3 km de Paris.
C'est la 10e ville du Val-de-Marne par sa superficie (5,58 km2), la 8e par son nombre d'habitants[Quand ?], et la ville la plus au nord du département.
Elle se trouve dans l'aire d'attraction de Paris, ainsi que dans son aire urbaine, sa zone d'emploi et son bassin de vie.

### Communes limitrophes
Les communes limitrophes sont Paris, Nogent-sur-Marne, Montreuil, Neuilly-Plaisance, Rosny-sous-Bois, Le Perreux-sur-Marne et Vincennes.
| Montreuil                 | Rosny-sous-Bois    | Neuilly-Plaisance    |
| Vincennes                 | Fontenay-sous-Bois | Le Perreux-sur-Marne |
| Paris (bois de Vincennes) | Nogent-sur-Marne   | Nogent-sur-Marne     |

### Évolution territoriale
De nos jours, le territoire communal s'étend sur 5,58 km2.
Le territoire de Fontenay était auparavant plus étendu mais sa superficie n'a fait que diminuer au fil des siècles notamment avec des remembrements successifs de son territoire en faveur de :
- Saint-Maur/Joinville-le-Pont : l'ancien hameau de la Branche du Pont de Saint-Maur[2] qui appartenait à la paroisse de Fontenay en est détaché au cours du XVIIe siècle (décrets de M. de Perefixe, archevêque de Paris le 13 janvier 1669 et de M. de Harlay, archevêque, le 4 janvier 1693) et intégré à la paroisse Saint-Nicolas de Saint-Maur. Le hameau est érigé en commune en 1790 et prend le nom de Joinville-le-Pont en 1831.

- Nogent-sur-Marne : en 1791, le territoire de Beauté sur lequel était bâti le château de Beauté, jusque-là dans la paroisse de Fontenay, est attribué à Nogent-sur-Marne[3].

- Vincennes : à partir du XVIIIe siècle, notamment avec l'ordonnance royale de 1829[réf. incomplète], plusieurs territoires de l'ouest de Fontenay, en particulier sa maladrerie fondée en 1144, sont rattachés à la ville de Vincennes (quartier Diderot et du Domaine du Bois)

- Paris : en 1929, la commune perd 258 hectares du bois de Vincennes à la suite de l'annexion de ce dernier par la Ville de Paris. Cette partie du bois contenait notamment le couvent des Minimes[réf. nécessaire].

### Géologie et relief

Carte du relief de la commune.

La ville est partagée par une ligne de crête orientée nord-ouest / sud-est, terminaison du long plateau de Belleville. Cette ligne de crête départage les bassins versants de la Seine (dépression sud-ouest vers le bois) et de la Marne (dépression nord vers Rosny et Neuilly). De part et d'autre de cette ligne, de fortes pentes descendent jusqu'au bois de Vincennes et à l'autoroute A86.
Les altitudes varient de 111 mètres au nord et au nord-est à 44 mètres dans les parties est et sud-ouest.
10 % du territoire communal est occupé en sous-sol par d'anciennes carrières de gypse, utilisé pour la fabrication de plâtre, et de calcaire, exploitées jusqu'en 1928.
Les couches d'argile imperméable qui affleurent à flanc de coteau sont à l'origine des nombreuses sources qui ont donné son nom à la ville.

### Hydrographie

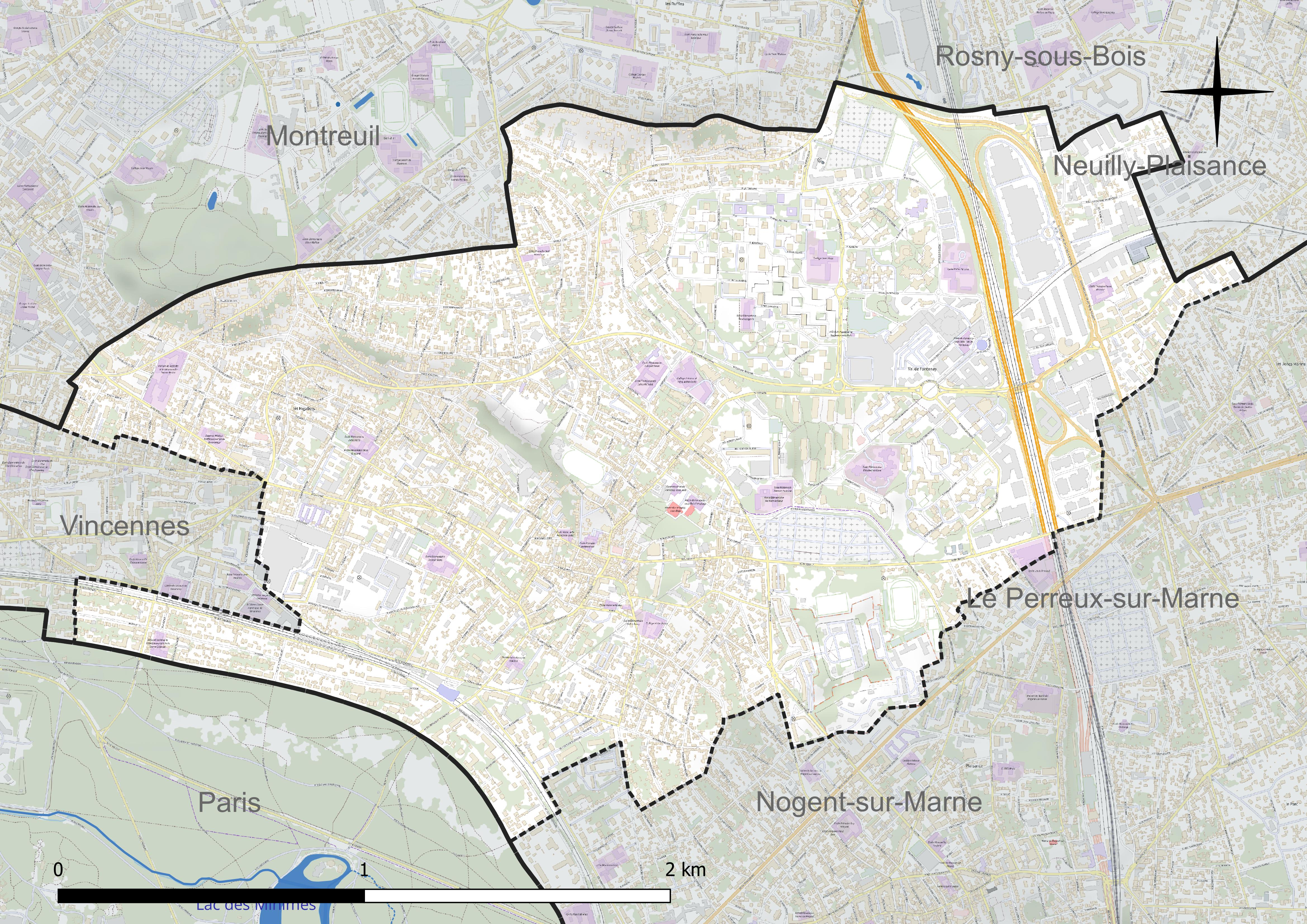
Carte hydrographique de la commune.

La ville tient son nom des nombreuses sources qui existaient sur son territoire. C'est la raison pour laquelle le conseil municipal adopta la devise Querno Sub Tegmine Fontes, qui signifie « sous la ramure d'un chêne, les fontaines ». Ces sources alimentaient de petits rus dont certains furent captés pour alimenter les abreuvoirs du château de Beauté ou pour alimenter les douves du château de Vincennes. D'autres alimentaient plusieurs fontaines. Les sources ont toutes disparu au cours du XXe siècle avec l'urbanisation et l'assainissement.
À cheval sur la terminaison de la butte de Belleville qui sépare les bassins versants de la Seine et de la Marne, le territoire de la commune ne comprend pas de cours d'eau. Néanmoins des toponymes rappellent l'existence d'éléments géographiques ayant existé dans le passé à l'instar de ruisseaux (rue du Ruisseau, rue de la Fontaine du Vaisseau, rue des Rieux), de mares (mare à Guillaume, mare aux Marchais) ou encore de marais (rue des Marais).

#### Ruisseaux
- Ru de la Fontaine du Vaisseau prenait naissance sur le coteau près de Montreuil et mêlant ses eaux à celles du ru Coin s'écoulait vers le nord de la commune, traversait une mare (mare à Guillaume) et prenait la direction du Grand Marais[5] sur le territoire de la commune de Neuilly-Plaisance puis rejoignait la Marne sous le nom de rivière Madame (vers 1863) dont le tracé servait de frontière entre le Perreux et Neuilly-Plaisance.
- Ru Coin prenait naissance sur le coteau près de Montreuil sans doute à la source de la rue Poussin, coulait le long de la rue des Rieux et empruntait le côté pair de la rue Balzac avant de rejoindre le ruisseau de la Fontaine du Vaisseau.
- Ruisseau des Rosettes situé entre la rue Roublot, la rue Gambetta et la rue Jules-Ferry et encore présent dans le toponyme de la rue dite du Ruisseau. Il profitait de l'écoulement permanent d'une fontaine installée au croisement avec l'actuelle avenue de la République.

#### Mares
Au début du XIXe siècle, la commune ne comptait plus que deux mares qui ont disparu de nos jours. Au nord de la commune, la mare à Guillaume, dont le souvenir est évoqué par la rue éponyme était sans doute alimentée par des eaux de source et de ruissellement provenant du ru de la Fontaine du Vaisseau. La mare aux Marchais sur le plateau est devenue la place Michelet à la suite de travaux d'assainissement entrepris au début du XXe siècle.

#### Marais
Le nord-est de la commune situé à la limite avec la commune de Neuilly-Plaisance (quartier des Alouettes) était occupé au XIXe siècle par une prairie humide où se trouvaient des prés, des pâtures et des oseraies. Ces marais sont encore évoqués de nos jours dans le nom de rues telles que la rue des Marais, le chemin de la Prairie, rue des Joncs-Marins et dans la toponymie des anciens lieux-dits « les marais sous le bois de l'Aulnaye », « les sablons des marais » et « les marais près le Bois-Cadet ». Cette zone continuait sur le territoire de la commune de Neuilly-Plaisance et prenait le nom de Grand Marais. Elle fut achetée par Charles, Henri, Désiré Poulet-Langlet en vue d'y construire des lotissements.

#### Fontaines

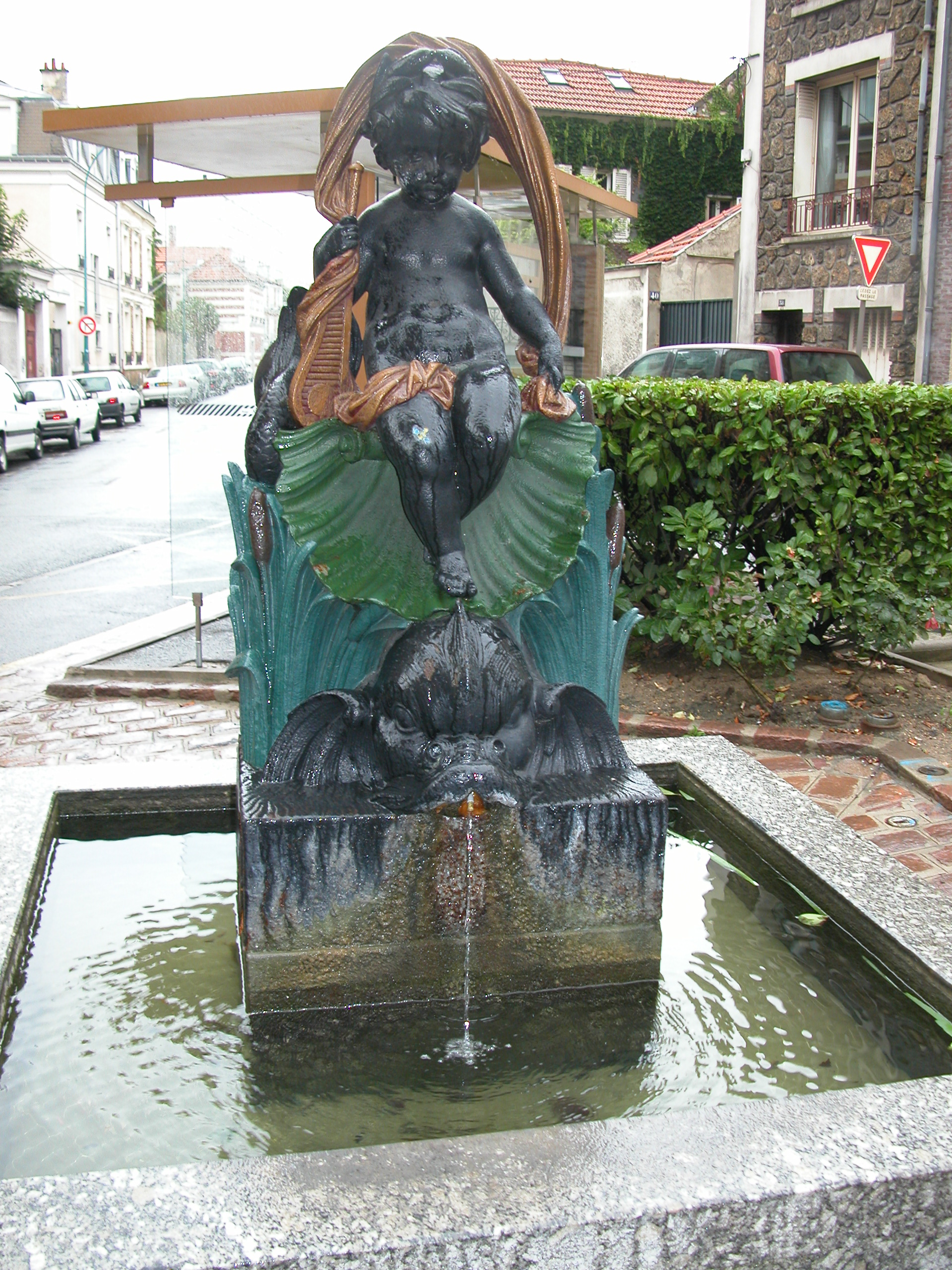
Fontaine des Rosettes.

Le grand nombre de sources sur le territoire communal a également permis la création de plusieurs fontaines :
- fontaine des Carreaux qui n'existe plus était située à l'angle de la rue André-Laurent et de l'actuelle avenue de la République
- fontaine des Rosettes initialement située à l'angle de l'avenue de la République et de la rue du Ruisseau, elle fut déplacée en 1856 sur décision du conseil municipal. Son eau se déversait en effet en plein champ et donnait naissance au ru des Rosettes. En dehors de toute agglomération, elle fut déplacée et ses eaux détournées jusqu'à la fontaine qui prit son nom rue Mauconseil. Celle-ci fut supprimée en 1927 lors de travaux de voirie avant d'être réinstallée. Le chemin des Sources correspond au trajet des eaux de cette source vers le nouvel emplacement de la fontaine.
- fontaine de l'ancienne place d'Armes (place du Général-Leclerc) supprimée vers 1862 du fait d'importantes fuites qui posaient des problèmes d'insalubrité. Elle a été réinstallée en 2002 lors du réaménagement du carrefour et de la place[9].
- fontaine Saint-Germain située rue de Rosny non loin du parc du château seigneurial abattu en 1817. Ses eaux ont été détournées vers la fontaine de la place d'Armes.
- fontaine d'Emeris située à l'emplacement du château seigneurial remplacé aujourd'hui par la mairie. Ses eaux sont transportées par un tuyau vers un regard situé dans le clos d'Orléans, en lisière du bois de Vincennes.
- fontaine des Pissarons située rue de l'Ancienne-Mairie, elle déversait son trop-plein d'eau sur la place et les rues avoisinantes. Elle est remplacée par une borne-fontaine en 1862.

### Climat
Pour des articles plus généraux, voir Climat de l'Île-de-France et Climat du Val-de-Marne.
En 2010, le climat de la commune est de type climat océanique dégradé des plaines du Centre et du Nord, selon une étude du CNRS s'appuyant sur une série de données couvrant la période 1971-2000. En 2020, Météo-France publie une typologie des climats de la France métropolitaine dans laquelle la commune est exposée à un climat océanique altéré et est dans la région climatique Sud-ouest du bassin Parisien, caractérisée par une faible pluviométrie, notamment au printemps (120 à 150 mm) et un hiver froid (3,5 °C).
Pour la période 1971-2000, la température annuelle moyenne est de 11,9 °C, avec une amplitude thermique annuelle de 15,4 °C. Le cumul annuel moyen de précipitations est de 641 mm, avec 10,4 jours de précipitations en janvier et 7,7 jours en juillet. Pour la période 1991-2020, la température moyenne annuelle observée par la station météorologique la plus proche, située à Joinville-le-Pont à 3 km à vol d'oiseau, est de 12,9 °C et le cumul annuel moyen de précipitations est de 654,0 mm,. Pour l'avenir, les paramètres climatiques de la commune estimés pour 2050 selon différents scénarios d'émission de gaz à effet de serre sont consultables sur un site dédié publié par Météo-France en novembre 2022.
| Mois                                  | jan.             | fév.             | mars          | avril           | mai           | juin           | jui.          | août           | sep.          | oct.        | nov.            | déc.            | année      |
| ------------------------------------- | ---------------- | ---------------- | ------------- | --------------- | ------------- | -------------- | ------------- | -------------- | ------------- | ----------- | --------------- | --------------- | ---------- |
| Température minimale moyenne (°C)     | 2,5              | 2,5              | 4,7           | 7,1             | 10,6          | 13,9           | 15,8          | 15,6           | 12,4          | 9,3         | 5,6             | 3,1             | 8,6        |
| Température moyenne (°C)              | 5,2              | 6                | 9,2           | 12,4            | 15,8          | 19,1           | 21,3          | 21,1           | 17,4          | 13,3        | 8,7             | 5,6             | 12,9       |
| Température maximale moyenne (°C)     | 7,9              | 9,5              | 13,7          | 17,6            | 21            | 24,3           | 26,8          | 26,5           | 22,5          | 17,4        | 11,7            | 8,1             | 17,3       |
| Record de froid (°C) date du record   | −15,6 17.01.1985 | −12,1 07.02.1991 | −6,6 01.03.05 | −2,5 12.04.1986 | 1 08.05.1997  | 4,8 04.06.1991 | 7,5 14.07.08  | 6,8 29.08.1986 | 4 18.09.10    | −1 28.10.03 | −6,8 24.11.1998 | −9,5 29.12.1996 | −15,6 1985 |
| Record de chaleur (°C) date du record | 17,3 27.01.03    | 22,5 27.02.19    | 27,5 31.03.21 | 31 20.04.18     | 33,4 27.05.05 | 38,9 21.06.17  | 42,5 25.07.19 | 41 12.08.03    | 35,9 08.09.23 | 31 03.10.11 | 22,5 08.11.15   | 17,2 17.12.15   | 42,5 2019  |
| Précipitations (mm)                   | 52               | 47,1             | 46,3          | 45,4            | 62,9          | 54,2           | 59,1          | 55,9           | 49,9          | 56,2        | 59,2            | 65,8            | 654        |

## Urbanisme

### Typologie
Au 1er janvier 2024, Fontenay-sous-Bois est catégorisée grand centre urbain, selon la nouvelle grille communale de densité à sept niveaux définie par l'Insee en 2022.
Elle appartient à l'unité urbaine de Paris, une agglomération inter-départementale regroupant 407  communes, dont elle est une commune de la banlieue,,.
Par ailleurs la commune fait partie de l'aire d'attraction de Paris, dont elle est une commune du pôle principal,. Cette aire regroupe 1 929 communes,.

### Occupation des sols

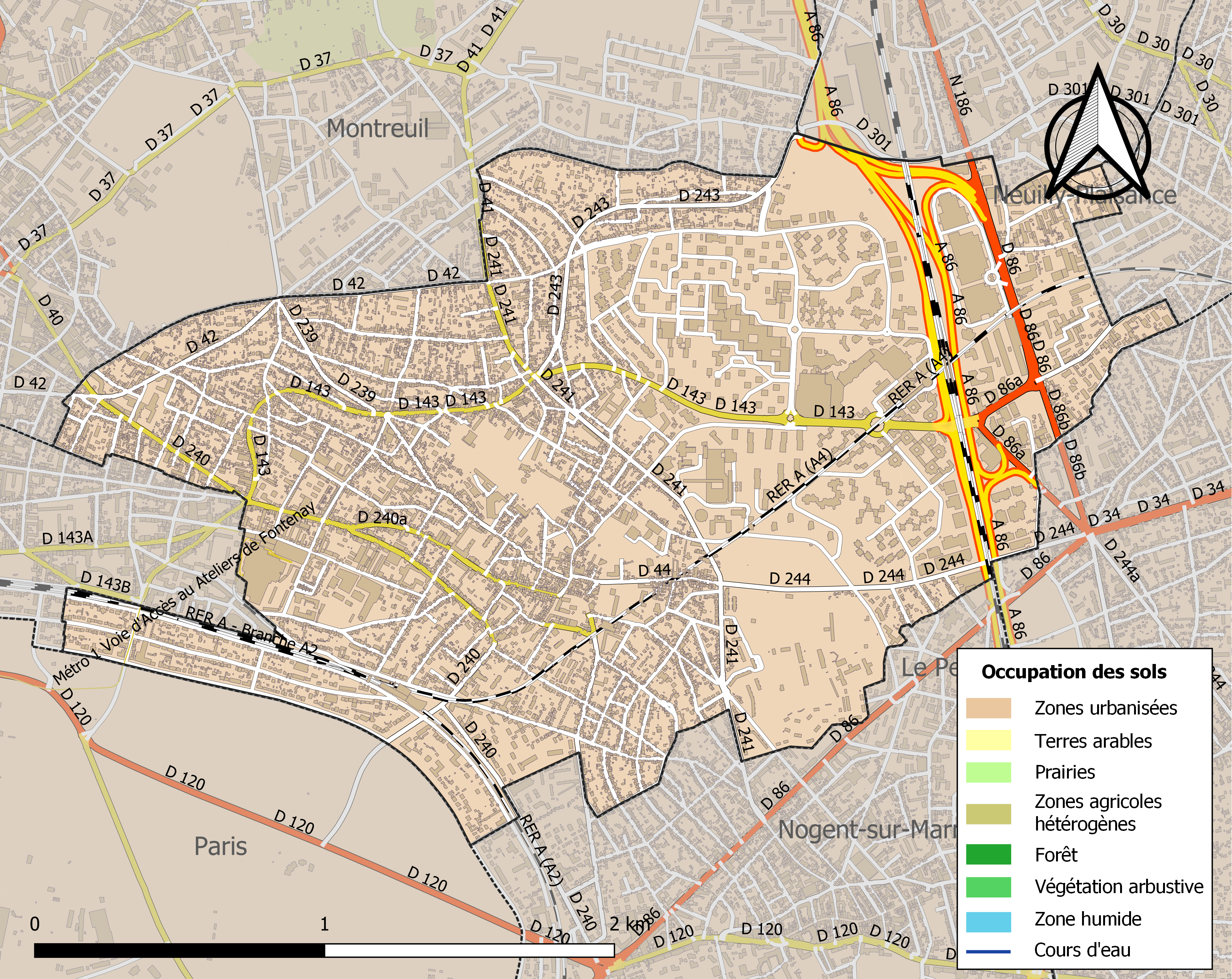
Carte des infrastructures et de l'occupation des sols de la commune en 2018 (CLC).

### Morphologie urbaine
La ville est structurée par une colline qui la compose en grande partie et crée une juxtaposition de quartiers dont l'unité est difficile à réaliser (Fontenay-bois, le Plateau, Fontenay-village, les Rigollots, le Val...).
Cet urbanisme conduit à de grands contrastes de populations selon les quartiers : depuis les maisons très bourgeoises qui jouxtent le bois de Vincennes jusqu'au quartier des Larris qui forme une ville verticale.

#### Val de Fontenay
Le quartier du Val de Fontenay est un peu comme une ville nouvelle au cœur de Fontenay-sous-Bois, cachée par les bureaux, excentrée à l'Est, limitrophe des communes de Rosny-sous-Bois, Neuilly-Plaisance, Montreuil, Nogent-sur-Marne et Le Perreux-sur-Marne. Il est caractérisé par une concentration urbaine beaucoup plus dense que dans les quartiers anciens de la ville.
Né de l'expansion urbaine de la banlieue parisienne dans les années 1970-1980, le Val de Fontenay est implanté sur la partie la plus basse de la ville, jusque là espace agricole dans lequel on cultivait la célèbre pomme de terre « Belle de Fontenay ».
Depuis, l'espace agricole s'est transformé en un espace d'habitations à haute densité, et des zones commerciales, artisanales et industrielles. S'y trouvent, entre autres, le ministère des anciens combattants, l'Office français de protection des réfugiés et apatrides (OFPRA), sous tutelle du ministère de l'immigration, des bâtiments de la Société générale, d'Axa ou de la RATP, les laboratoires pharmaceutiques Roche, Humanis Retraite et prévoyance, et de nombreuses autres entreprises de technologie de pointe.
Le quartier est également une zone de transit pour les touristes à mi-chemin entre Paris et Marne-la-Vallée (Disneyland Paris), identifiable par un nombre élevé d'hôtels pour tous budgets.
Le quartier possède une grande variété architecturale, autour d'un habitat collectif organisé par petites unités.

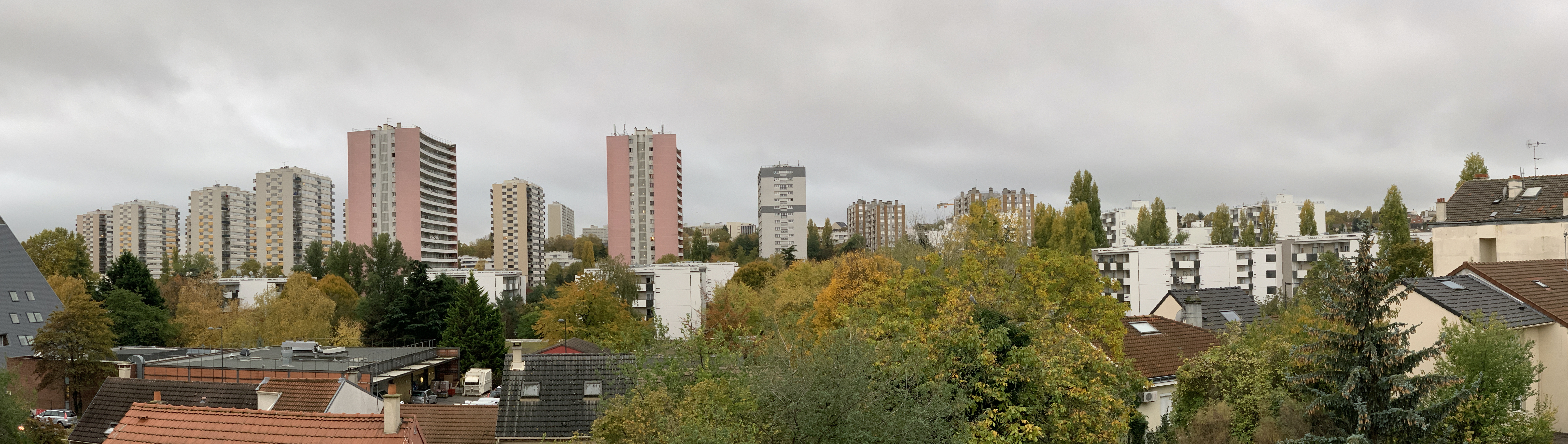
Quartier de Larris, partie nord du Val de Fontenay.

### Habitat et logement
En 2021, le nombre total de logements dans la commune était de 24 162, alors qu'il était de 23 600 en 2016 et de 23 409 en 2011.
Parmi ces logements, 91 % étaient des résidences principales, 1,4 % des résidences secondaires et 7,6 % des logements vacants. Ces logements étaient pour 23,5 % d'entre eux des maisons individuelles et pour 75,7 % des appartements.
Le tableau ci-dessous présente la typologie des logements à Fontenay-sous-Bois en 2021 en comparaison avec celle du Val-de-Marne et de la France entière. Une caractéristique marquante du parc de logements est ainsi la faible proportion des résidences secondaires et logements occasionnels (1,4 %) par rapport au département (2 %) et à la France entière (9,7 %).
| Typologie                                               | Fontenay-sous-Bois | Val-de-Marne | France entière |
| ------------------------------------------------------- | ------------------ | ------------ | -------------- |
| Résidences principales (en %)                           | 91                 | 92,1         | 82,2           |
| Résidences secondaires et logements occasionnels (en %) | 1,4                | 2            | 9,7            |
| Logements vacants (en %)                                | 7,6                | 5,8          | 8,1            |

La commune respecte les obligations qui lui sont faites par l'article 55 de la loi SRU de disposer d'au moins 25 % de son parc de résidences principales constituées de logements sociaux.

### Voies de communication et transports

#### Voies routières

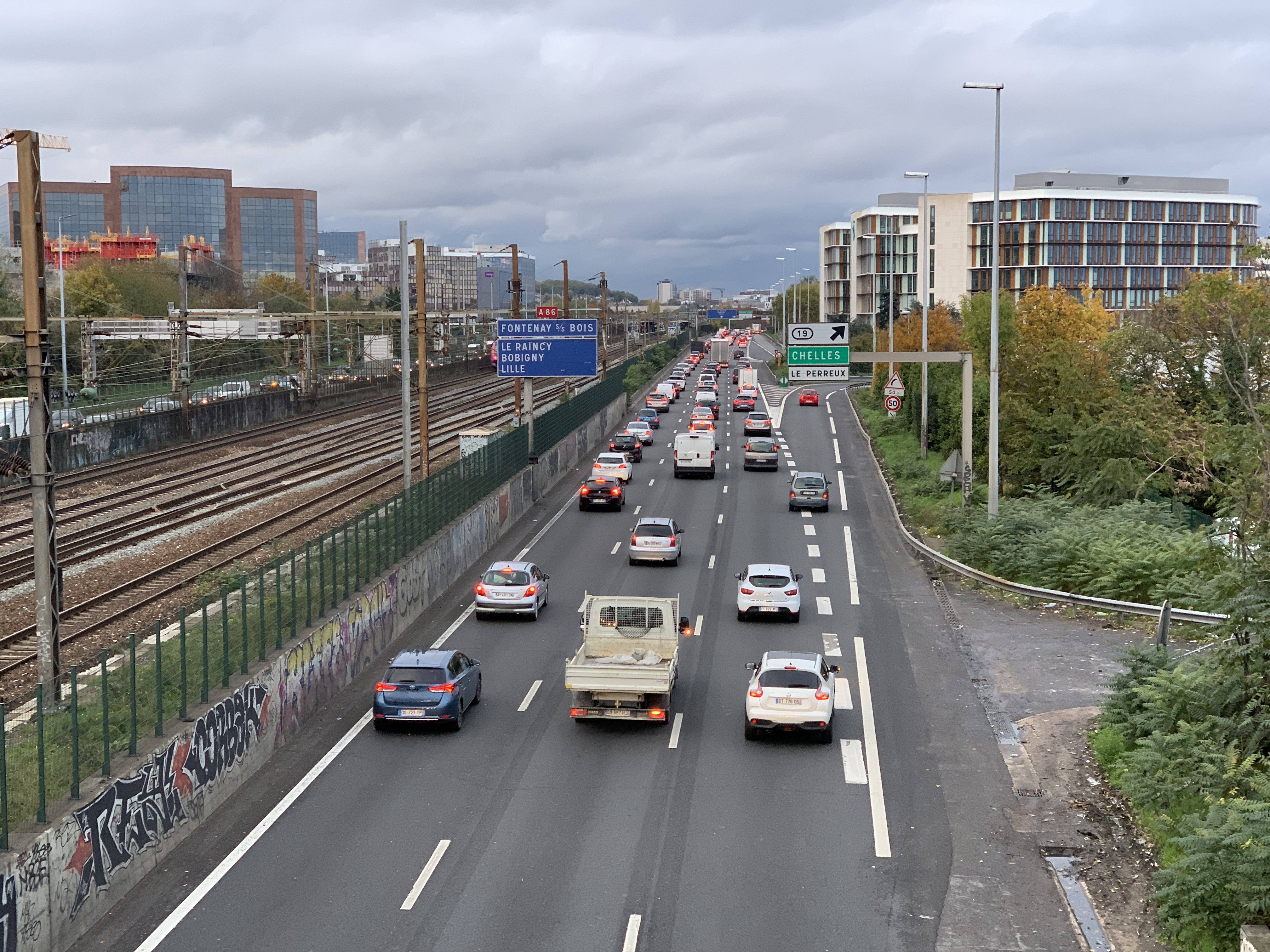
L'autoroute A86 en direction du nord.

La ville dispose d'un maillage routier de près de 86 km répartis sur 309 voies dont 80 % en zone 30 parmi lesquelles on peut citer :
- une ancienne route nationale avec la RN 186 (actuelle RD 86) qui fait le tour de Paris et qui relie la ville au niveau local à Rosny-sous-Bois et au Perreux ;
- cinq routes départementales (RD 40, RD 41, RD 42, RD 43, RD 44) représentant 14,416 km de voies ;
- près de 60 km de voies communales.

L'autoroute A86 dessert également l'est de la ville et sa zone de bureaux.
Elle permet une intersection au nord avec l'A3 en direction de l'aéroport de Paris-Charles-de-Gaulle et l'autoroute A1 vers le nord, Lille et la Belgique et au sud à Nogent-sur-Marne avec l'A4 en direction de l'Est de la France et Strasbourg.

#### Équipement automobile des ménages
En 2021, 63,7% des ménages possédaient au moins une voiture, dont 12,6% deux voitures ou plus. Ils étaient 67% en 2015, et 66,9% en 2011. 50,3% des ménages disposent d'au moins un emplacement réservé au stationnement.

#### Pistes cyclables

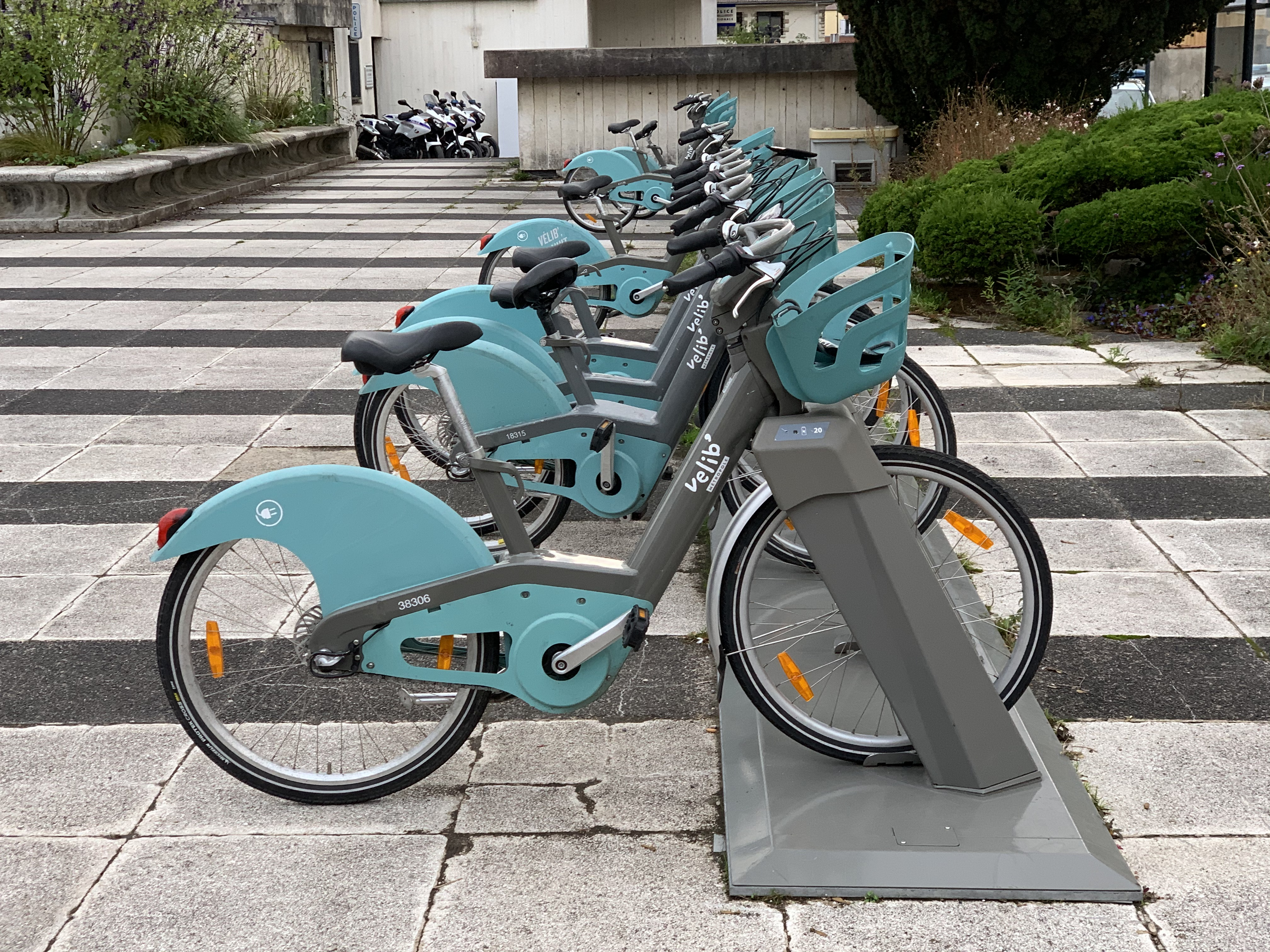
Station Hôtel de ville de Fontenay-sous-Bois.

En 2009, la ville disposait sur son territoire de trois stations Vélib'. En 2022, ce nombre était élevé à onze avec les stations suivantes :
- Alouettes - Maréchal de Lattre de Tassigny ;
- Gare RER de Fontenay sous Bois ;
- Danton - André Laurent ;
- Cimetière ;
- Mot - Ambiance ;
- Hôtel de ville de Fontenay-sous-Bois ;
- Stalingrad - Rigollots ;
- Place des Larris ;
- Place du Général de Gaulle ;
- Maréchal Joffre - Verdun ;
- Nungesser.

Selon les données d'Openstreetmap, la ville dispose de 8km de pistes cyclables, 7km de bandes cyclables et 20km de double-sens-cyclable.

#### Transports en commun

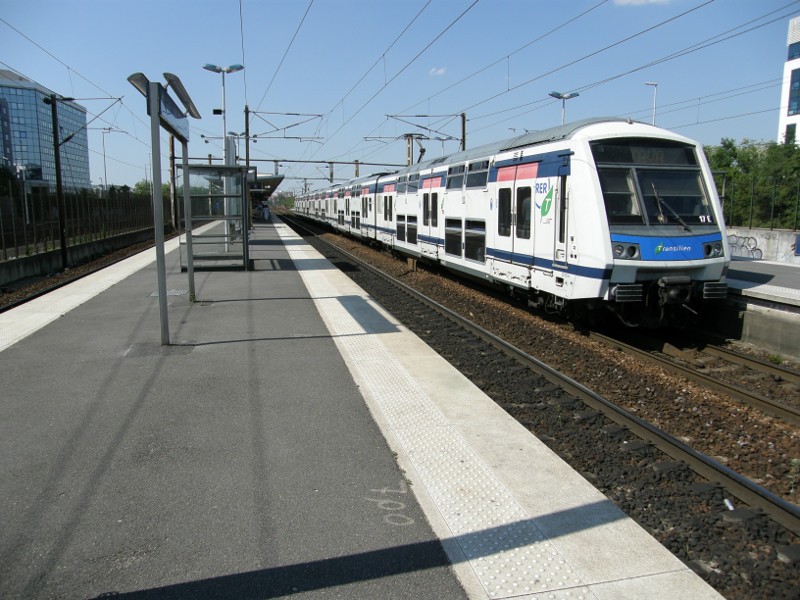
Un train du RER E en gare du Val de Fontenay.

Fontenay est traversée par trois lignes de chemin de fer. La ligne A du RER d'Île-de-France branche A2 (ancienne  ligne de Vincennes) dessert l'ouest de Fontenay, la ligne de Paris-Est à Mulhouse-Ville dessert l'est de la ville et la ligne de Fontenay-sous-Bois à Marne-la-Vallée - Chessy (RER A, branche A4) traverse Fontenay d'ouest en est en passant sous le plateau de Belleville par le tunnel de Fontenay-sous-Bois.
La ville est desservie par deux gares :
- la gare de Fontenay-sous-Bois (RER A, ancienne ligne de Vincennes) à l'Ouest avec une fréquentation de 10 000 personnes par jour en 2016
- la gare du Val de Fontenay à l'Est (RER A depuis décembre 1977 et RER E depuis août 1999) avec une fréquentation de 45 000 voyageurs/jour en 2016[25].

Les lignes de bus suivantes desservent Fontenay-sous-Bois :
- 116, 118, 122, 124, 127, 145, 210, et 301 de la RATP ;
- la ligne 702 du réseau de bus Terres d'Envol ;
- N34, N71 et N142 du réseau de bus Noctilien ;

La Ligne 1 du métro a son atelier de maintenance dans la commune de Fontenay-sous-Bois, dans le quartier des Rigollots, rue Jean-Jacques Rousseau. C'est également dans ces ateliers que sont effectuées toutes les opérations de maintenance sur les systèmes de freins de tout le parc de métros sur pneus de la RATP. Le prolongement de la ligne 1 jusqu'aux Rigollots et à Val de Fontenay est inscrit dans le SDRIF adopté au Conseil Régional le 16 février 2007. Les études préalables de ce prolongement réalisées par la RATP pour le IdFM ont conduit à trois tracés possibles. La concertation préalable sur ces tracés a lieu du 10 novembre 2014 au 10 janvier 2015.
Le prolongement de Noisy-le-Sec à Val de Fontenay de la ligne 1 du tramway est validé par IdFM depuis juillet 2009.

## Toponymie

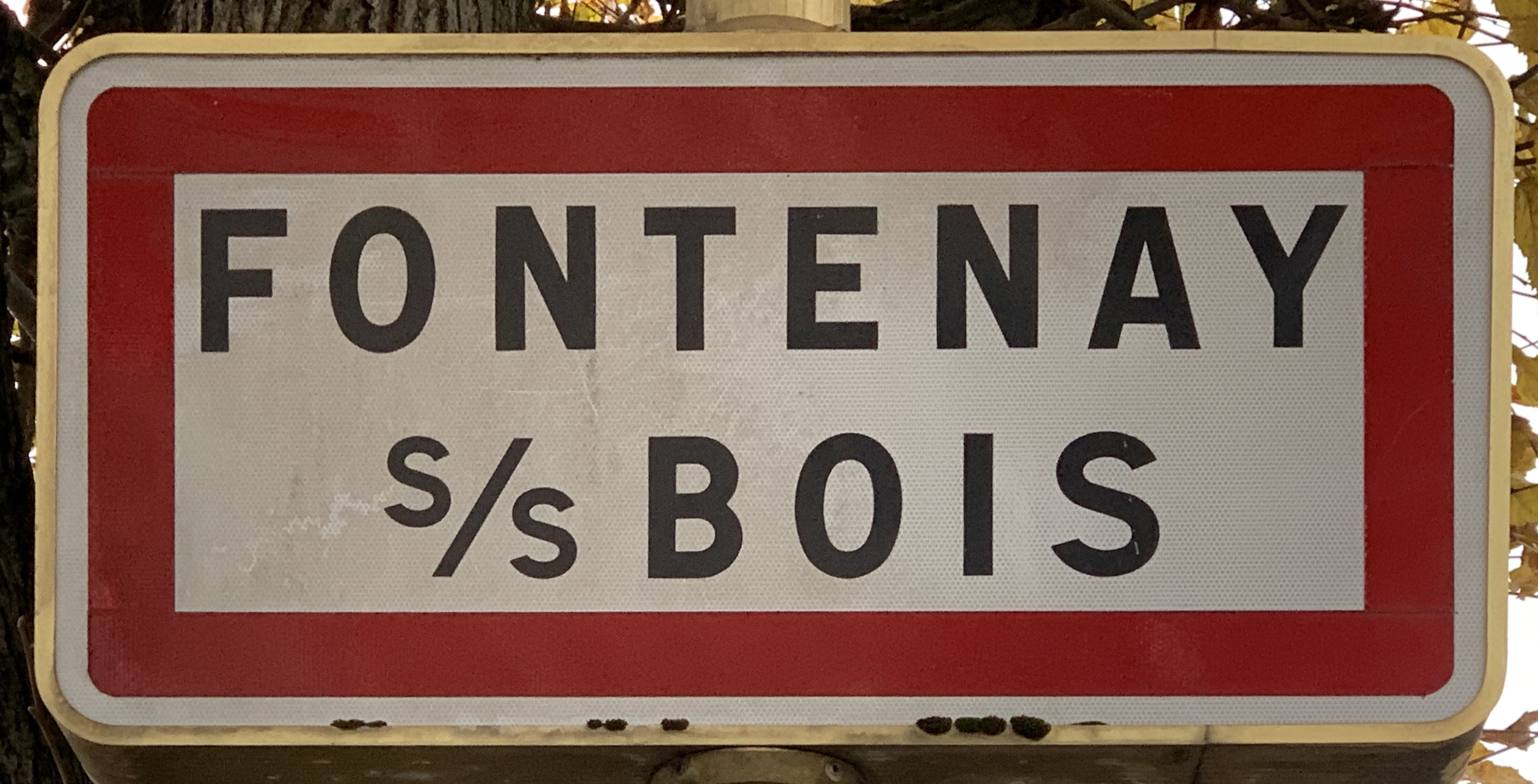
Panneau d'entrée dans Fontenay.

L'origine du nom de Fontenay se situe dans les nombreuses fontaines qui existaient jadis sur son territoire. Fontenay portait le nom de Fontanedus en 848 et évolua en aput Fontenete en 1194.
Pour différencier les 28 Fontenay de France, un complément distinctif a été donné à la plupart d'entre eux. Le bois de Vincennes a été retenu pour caractériser Fontenay-sous-bois.
Mais la forme actuelle ne s'est stabilisée que tardivement. En effet, au XVIIIe siècle la forme « Fontenay-sur-le-bois-de-Vincennes » est courante et au XIXe siècle la forme « Fontenay-sur-le-bois » prévaut.

## Histoire

### Ancien Régime
L’abbé Lebeuf, dans son Histoire du diocèse de Paris, indique que la première mention de Fontenay remonte à 847. En 982, un acte indique que l'église de Fontenay est dépendante de la cathédrale de Paris.
Le roi Charles V fait capter les eaux des sources de Fontenay pour alimenter les abreuvoirs du château de Beauté. Les conduits passent à travers le village, et le roi exempte les habitants du droit de prise et des impôts qui se lèvent pour la chasse aux loups, à condition qu'ils entretiennent et nettoient les conduits.
En 1219, il existe une maladrerie située à la lisière du bois de Vincennes.
L'église date de François Ier ou d'Henri II.
Sous l'Ancien Régime, la seigneurie de Fontenay appartient à l'abbaye Saint-Victor. La culture de la vigne est la principale activité agricole.
En 1767, Jacques Maquer achète les terres de l'abbaye et devient seigneur de Fontenay. Il habite alors un château, maintenant disparu, situé dans l'actuel parc de la mairie.
En 1779, le Clos dit d'Orléans fut déboisé sur le Bois de Vincennes pour élever des chevaux anglais et organiser des courses où figurèrent le duc de Chartres père du roi Louis Philippe et le comte d'Artois qui devint Charles X. Ces courses cessèrent en 1788 au grand regret des habitants à qui elles procuraient une source de revenus intéressante en écoulant leurs productions agricoles. Le clos fut rendu à l'agriculture par la vente qui en fut faite comme domaine national. En 1803 il fut divisé en une cinquantaine de lots.
Aux confins des territoires de Montreuil et de Vincennes, il existe une léproserie accueillant les malades de Bagnolet, de Montreuil, de Neuilly-sur-Marne et de Fontenay.
Avant la Révolution, Fontenay-sous-Bois fait partie de la généralité et de l'élection de Paris et est une paroisse du doyenné de Chelles.

### La Révolution
En 1789, les habitants rédigent un cahier de doléances inspiré par des valeurs fortes comme la Liberté et l'Égalité. Ils demandent la suppression des privilèges, l'accession des membres du tiers état aux charges publiques, le droit de chasse pour tout le monde, etc.
Le 8 janvier 1793, en vertu de la loi du 20 septembre 1792, le maire, monsieur Lameau, clôture les registres des baptêmes, mariages et sépultures et transfère l'état civil à la commune.

### AuXIXesiècle

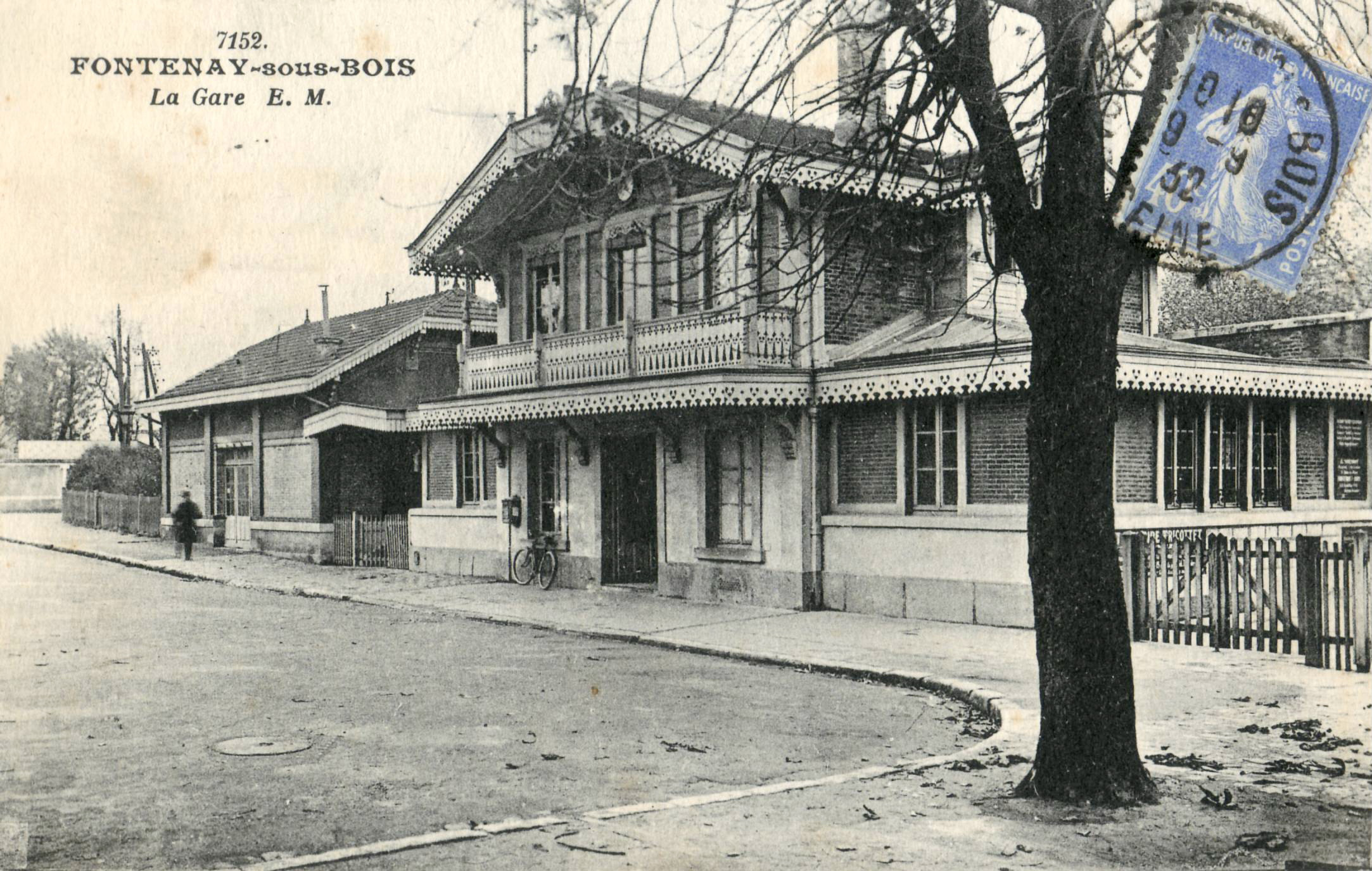
La ville est desservie par la Ligne de la Bastille dès 1859. Cette ligne est l'ancêtre de la Ligne A du RER d'Île-de-France.

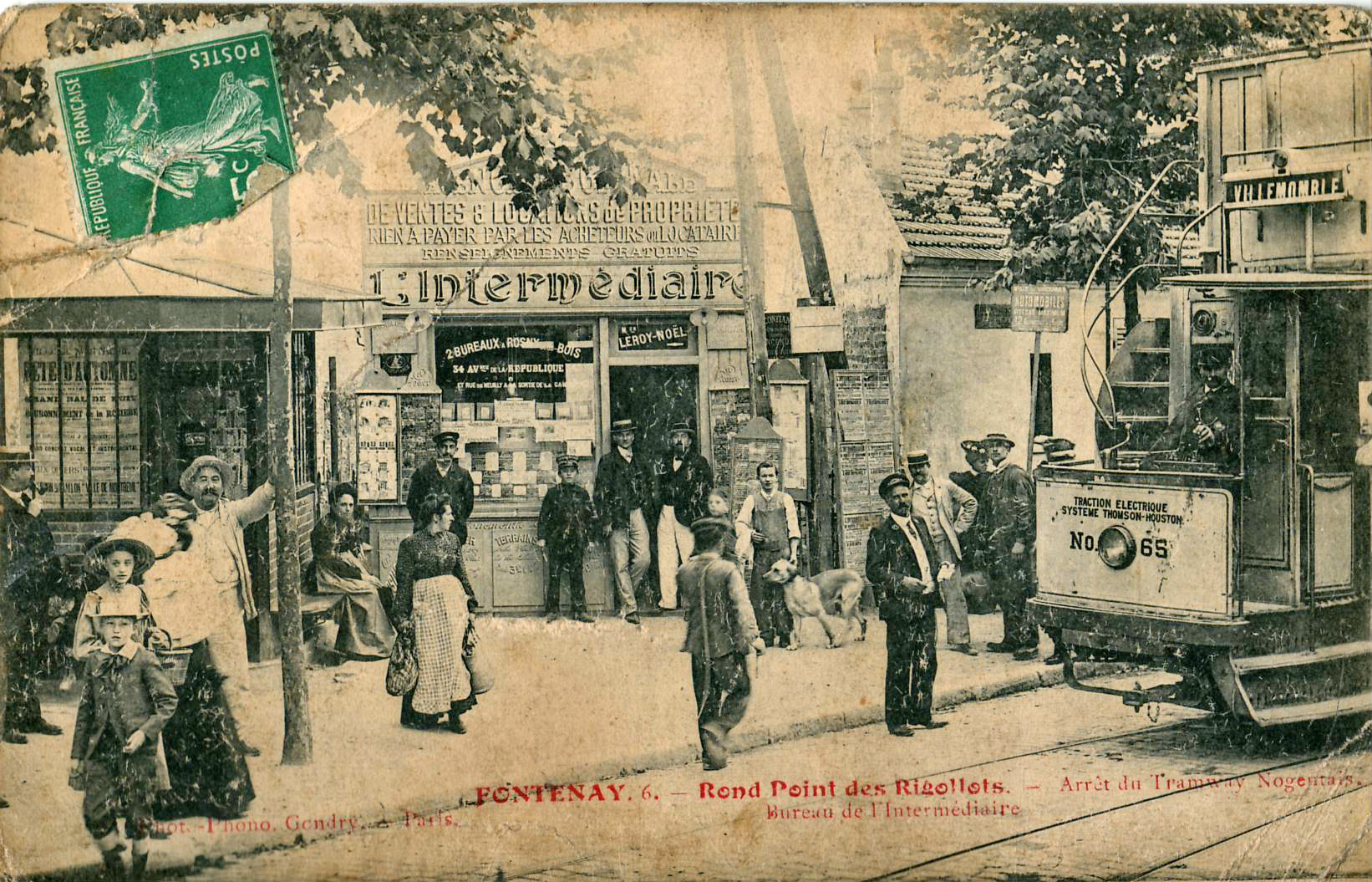
Un tramway des Nogentais au carrefour des Rigollots au début du XXe siècle.

Le 15 mars 1848, le conseil municipal, à l'unanimité, déclare son adhésion à la République et au gouvernement né de la révolution de février.
Le 28 décembre 1851, le Conseil municipal soutient les actes du 2 décembre, et fait voter « une adresse de félicitations à Monsieur le Président de la République pour les bienfaits que ses actes de vigueur et de fermeté ont déjà procurés à la France ».[réf. souhaitée]
Au cours de l'histoire, la municipalité a souvent à se préoccuper de la question du bois du Parc de Vincennes, comme on le nommait alors.
Ainsi, le 9 août 1835, le Conseil émet ainsi le vœu de voir l'étroite entrée du Parc élargie au-delà du logement du portier. C'est seulement en novembre 1961 que le maire a l'autorisation d'acquérir le terrain situé devant la gare ferroviaire pour élargir la voie routière, et ainsi désengorger la circulation.
En 1856, le chemin de fer de Mulhouse traverse le Val de Fontenay. Il faudra plus d'un siècle pour qu'il s'y arrête.
En 1859, on peut aller à Paris par le train par la ligne de la Bastille, puis, vers 1890, par le tramway des Chemins de fer nogentais.
En 1872, l'usine de fabrication de sinapismes dirigée par Paul Jean Rigollot qui a inventé le produit en 1866, est ouverte à la limite de Vincennes à l'emplacement de l'actuel carrefour des Rigollots.
D'autres industries s'installent à Fontenay parmi lesquelles la fabrique de pianos Gaveau et une usine de parapluies près de l'actuel carrefour qui en a pris le nom.
En 1887, est créé l’Hospice Intercommunal par les communes de Fontenay, Montreuil et Vincennes.
Au cours du XIXe siècle les résidences se multiplient. Des artistes (Nicolas Dalayrac, Pixérécourt), des écrivains (Béranger, Hector Malot), des inventeurs (Beau de Rochas) trouvent le calme à Fontenay.
Le fort de Nogent est construit de 1841 à 1848.

### À travers les guerres

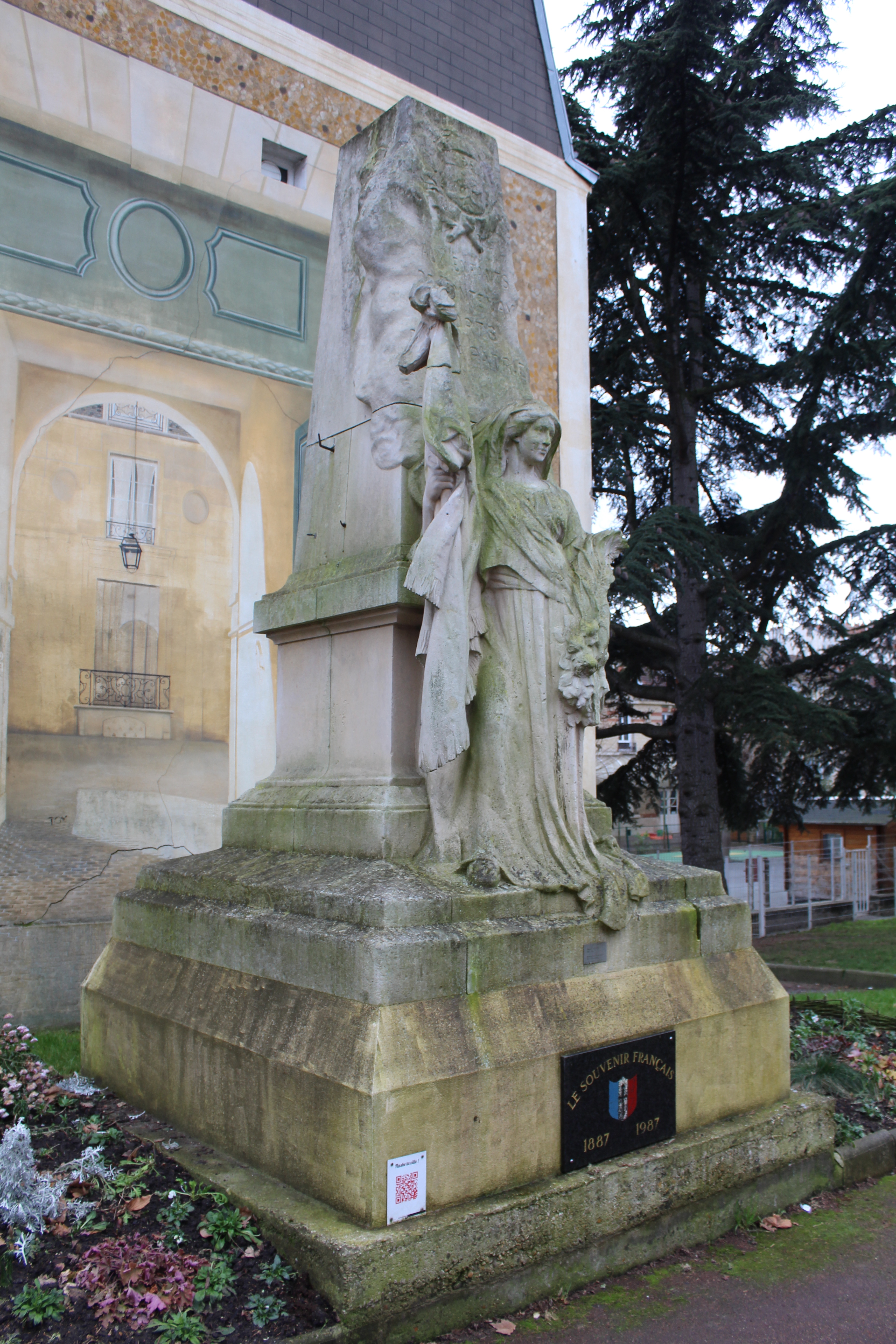
Monument aux morts de la guerre de 1870-1871.

Fontenay a peu souffert de la guerre de 1870-1871. En décembre 1870, les canons prussiens bombardent le fort de Nogent. Il ne tombe pas mais est livré aux Prussiens lors de la reddition du 26 janvier 1871.
Pendant l'occupation prussienne, la municipalité n'émigre pas, elle suspend juste ses réunions entre novembre 1870 et avril 1871. Les écoles subissent un bombardement éphémère. Mais les habitants de Fontenay subissent l'occupation étrangère pendant plusieurs mois.
En août 1914, Sioul, artilleur cantonné à l'école Jules Ferry, rue Roublot, qui avait assisté à la création par Bach (Charles-Joseph Pasquier) de Quand Madelon... (paroles de Louis Bousquet et musique de Camille Robert) à l'Eldorado, chante Quand Madelon... à ses camarades. La chanson obtient un véritable succès. Les canonniers la diffusent. En 1921, une plaque est apposée sur la façade de l'école. Elle rappelle que « la Madelon est partie d'ici en août 1914 pour faire le tour du monde ».
Dans la nuit du 30 au 31 janvier 1918, au cours de la première attaque massive de l'aviation allemande, Fontenay-sous-Bois est bombardée. Une bombe détruit des pavillons de la rue du Châtelet (aujourd'hui rue Charles-Bassée), faisant plusieurs victimes.
La Première Guerre mondiale fait plus de 623 victimes.
De nombreux Fontenaysiens et Fontenaysiennes s'engagerent dans la guerre d'Espagne aux côtés de la République. Trois y moururent en 1937.
La Seconde Guerre mondiale fait 390 victimes, soldats tués au combat, prisonniers, fusillés et déportés engagés dans la Résistance. Le nom de nombreuses victimes a été gravé sur le monument de la place des Martyrs-de-la-Résistance, dont les cinq membres de la famille Sztajnzalc, déportés parce que juifs.
Le 23, 24 et 25 août 1944, de violents combats opposent les soldats de la Feldgendarmerie installés dans le fort de Nogent, aux membres des organisations de Résistance. Une certaine chanson, nommée « La Madelon » a été chanté par des résistants qui nommera une fête municipale (du 11 au 15 juin). Les occupants sont chassés, mais 30 Fontenaysiens paient de leur vie leur héroïsme face à l'ennemi dont le dernier et inutile geste est de bombarder la gare de marchandises.

### L'histoire contemporaine
La « Belle de Fontenay », variété traditionnelle de pomme de terre et doyenne des variétés françaises à chair ferme, apparaît à Fontenay-sous-Bois vers 1885 et est inscrite en 1935 au catalogue officiel des variétés (à la création de ce dernier),
En 1960, la plaine orientale sur laquelle se trouvent les cultures fruitières, est déclarée ZUP (zone à urbaniser en priorité). L'usine de sinapismes des Rigollots ferme ses portes.
La première pierre de l'hôtel de ville est posée le 7 mars 1971 par le maire Louis Bayeurte. L'édifice est inauguré le 16 septembre 1973 par Charles Hernu et Georges Marchais.
La partie de la rocade A86 reliant les autoroutes A3 et A4, passe par Fontenay. Elle a été mise en service en deux étapes : d’abord la portion nord, de A3 à la sortie Fontenay ; ensuite la portion sud (de Fontenay à A4) est mise en service en 1989, avec le tunnel de Nogent.
La présence à la fois de desserte par autoroute et gares RER favorise un essor économique important qui fait de Fontenay-sous-Bois la première zone de bureaux de l'Est Parisien avec des dizaines de milliers d'emplois en particulier dans le secteur bancaire[Quand ?][évasif].

## Politique et administration

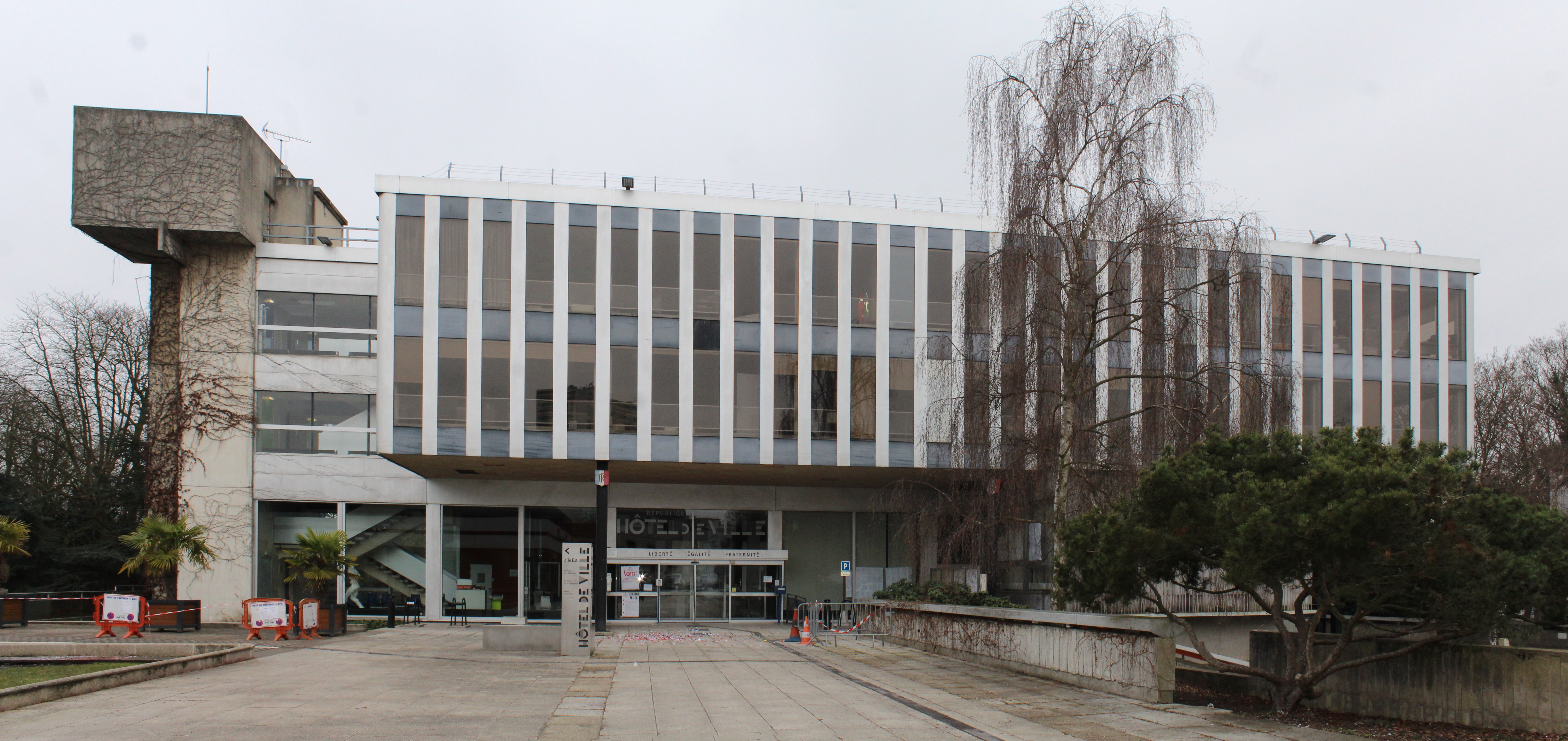
Hôtel de ville.

### Rattachements administratifs et électoraux

#### Rattachements administratifs
Après avoir appartenu au département de la Seine jusqu'au 1er janvier 1968, la commune fait désormais partie du département du Val-de-Marne, en application de la loi du 10 juillet 1964 et conformément au décret d'application du 25 février 1965.
La commune constituait le canton de Fontenay-sous-Bois du Val-de-Marne, de 1967 à 1976. Ce canton est scindé en 1976 entre les cantons de Fontenay-sous-Bois-Est et de Fontenay-sous-Bois-Ouest.Dans le cadre du redécoupage cantonal de 2014 en France, cette circonscription administrative territoriale a disparu, et le canton n'est plus qu'une circonscription électorale

#### Rattachements électoraux
Pour les élections départementales, la commune est depuis 2014  le bureau centralisateur du canton de Fontenay-sous-Bois qui comprend également la partie Est de Vincennes.
Pour l'élection des députés, elle fait partie de la sixième circonscription du Val-de-Marne.

### Intercommunalité

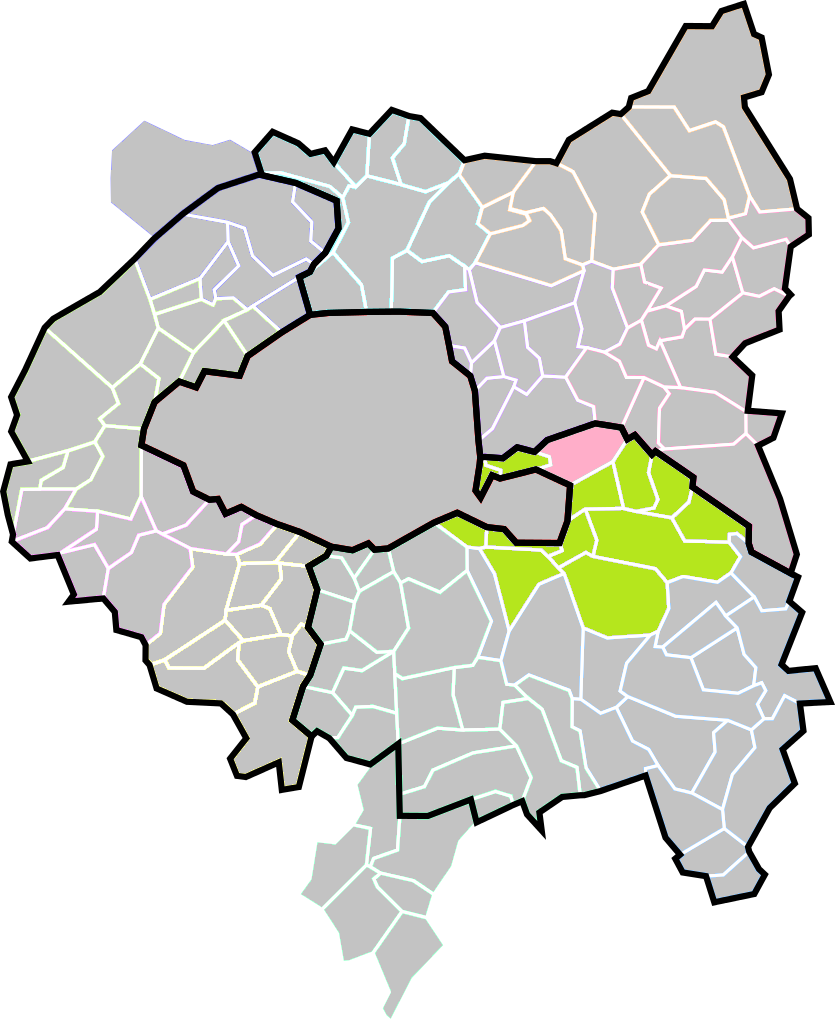
Localisation de Fontenay-sous-Bois au sein de l'EPT de Paris-Est-Marne et Bois et- de la Métropole du Grand Paris.

Dans le cadre de la mise en œuvre de la volonté gouvernementale de favoriser le développement du centre de l'agglomération parisienne comme pôle mondial est créée, le 1er janvier 2016, la métropole du Grand Paris (MGP), à laquelle la commune a été intégrée.
La loi portant nouvelle organisation territoriale de la République du 7 août 2015 (loi NOTRe) prévoit également la création le 1er janvier 2016 d'établissements publics territoriaux (EPT), qui regroupent l'ensemble des communes de la métropole à l'exception de Paris, et assurent des fonctions de proximité en matière de politique de la ville, d'équipements culturels, socioculturels, socio-éducatifs et sportifs, d'eau et assainissement, de gestion des déchets ménagers et d'action sociale, et exerçant également les compétences que les communes avaient transférées aux intercommunalités supprimées
La commune fait donc également partie depuis le 1er janvier 2016 de l'établissement public territorial Paris-Est-Marne et Bois créé par un décret du 11 décembre 2015.

### Tendances politiques et résultats
Élections présidentielles
Résultats des deuxièmes tours :
- Élection présidentielle de 2002[41] : 82,21 % pour Jacques Chirac (RPR), 17,79 % pour Jean-Marie Le Pen (FN), 79,71 % de participation
- Élection présidentielle de 2007[42] : 55,40 % pour Ségolène Royal (PS), 44,60 % pour Nicolas Sarkozy (UMP), 82,32 % de participation.
- Élection présidentielle de 2012[43] : 61,96 % pour François Hollande (PS), 38,04 % pour Nicolas Sarkozy (UMP), 80,58 % de participation.
- Élection présidentielle de 2017[44] : 84,02 % pour Emmanuel Macron (REM), 15,98 %pour Marine Le Pen (FN), 73,10 % de participation.
- Élection présidentielle de 2022 : 79,70 % pour Emmanuel Macron (REM), 20,30 % pour Marine Le Pen (RN), 68,62 % de participation.

Élections législatives
Résultats des deuxièmes tours :
- Élections législatives de 2002[45] : 52,01 % pour Pierre Serne (Les Verts), 47,99 % pour Patrick Beaudouin (UMP), 56,52 % de participation.
- Élections législatives de 2007[46] : 55,74 % pour David Dornbusch (PS), 44,26 % pour Patrick Beaudouin (UMP), 53,52 % de participation.
- Élections législatives de 2012[47] : 61,25 % pour Laurence Abeille (EELV), 38,75 % pour Patrick Beaudouin (UMP), 54,63 % de participation.
- Élections législatives de 2017 : 60.25% pour Guillaume Gouffier-Cha (LREM), 39.75% pour Gildas Lecoq (UDI), 38.25% de participation[réf. nécessaire].

Élections régionales
Résultats des deux meilleurs scores :
- Élections régionales de 2004[48] : 57,94 % pour Jean-Paul Huchon (PS), 34,91 % pour Jean-François Copé (UMP), 62,24 % de participation
- Élections régionales de 2010[49] : 67,51 % pour Jean-Paul Huchon (PS), 32,49 % pour Valérie Pécresse (UMP), 44,28 % de participation.
- Élections régionales de 2015[50] : 55,20 % pour Claude Bartolone (Union de la Gauche), 34,76 % pour Valérie Pécresse (Union de la Droite), 53,66 % de participation.+
- Élection Régionales de 2021 : 45.92 % pour Valérie Pécresse (SL), contre 33.68 % pour Julien Bayou (EELV), 33.26 % de votants au second tour[réf. nécessaire].

Élections départementales et cantonales
Résultats des deuxièmes tours :
- Canton de Fontenay-sous-Bois-Est
  - Élections cantonales de 2004[51] : 72,45 % pour Gilles Saint-Gal (PC), 27,55 % pour Jacques Acchiardi (UDF), 59,59 % de participation.
  - Élections cantonales de 2011[52] : 73,49 % pour Gilles Saint-Gal (PC), 26,51 % pour Fabienne Bihner (Les Verts), 33,25 % de participation.
- Canton de Fontenay-sous-Bois-Ouest
  - Élections cantonales de 2008[53] : 53,19 % pour Liliane Pierre (PC), 46,81 % pour Christophe Esclattier (UMP), 46,13 % de participation.
- Canton de Fontenay-sous-Bois
  - Élections départementales de 2015[54] 55,01 % pour Sokona Niakhate/Gilles Saint-Gal (Front de Gauche), 44,99 % pour Brigitte Chambre-Martin/Gildas Lecoq (Union de la Droite), 45,33 % de participation.

Élections municipales
Au second tour des élections municipales de 2014 dans le Val-de-Marne, la liste FG-EELV-PRG menée par le maire sortant Jean-François Voguet obtient la majorité absolue des suffrages exprimés, avec 9 756 voix (59,25 %, 36 conseillers municipaux élus), devançant largement celle UDI-UMP menée par Gildas Lecoq, qui a recueillie 6 708 voix (40,74 %, 9 conseillers municipaux élus).
Lors de ce scrutin, 48,08 % des électeurs se sont abstenus.
Au premier tour des élections municipales de 2020 dans le Val-de-Marne, la liste d'union de la gauche (DVG-PCF-PS-EÉLV-LFI-G.s-Ensemble !) menée par le maire sortant Jean-Philippe Gautrais —  qui avait succédé en 2016 à Jean-François Voguet après sa démission — obtient la majorité absolue des suffrages exprimés avec 7 089 voix, 57,15 %, 36 conseillers municipaux élus dont 1 métropolitain), devançant très largement celles menées respectivement par : 

- Gildas Lecoq (UDI-MoDem-LR-Agir, 3 719 voix, 29,98 %, 7 conseillers municipaux élus) ;

- Chantal Cazals (LREM, 1 392 voix, 11,22 %, 2 conseillers municipaux élus).
Lors de ce scrutin marqué par la pandémie de Covid-19 en France, 61,50 % des électeurs se sont abstenus.

### Administration municipale
De par sa population, la commune a un conseil municipal composé de quarante-cinq conseillers municipaux dont le maire et ses adjoints.

### Liste des maires
Depuis la Libération, sept maires se sont succédé à la tête de la commune.
| Période      | Période                        | Identité               | Étiquette | Qualité |
| ------------ | ------------------------------ | ---------------------- | --------- | --- |
| 1944         | mai 1945                       | Albert Coyne           | PRRRS     | Conseiller général de Fontenay-sous-Bois (1945) |
| mai 1945     | octobre 1947                   | André Laurent          | PCF       | Laqueur-décorateur Conseiller général de la Seine (1945 → 1952) |
| octobre 1947 | 1954                           | Paul Febvre            | RPF       | Directeur commercial Conseiller général de la Seine (1953 → 1959) |
| 1954         | mars 1965                      | Georges Baehr          | UNR       | Voyageur de commence, résistant OCM |
| mars 1965    | mars 2001                      | Louis Bayeurte,        | PCF       | Ouvrier photograveur Conseiller général de Fontenay-sous-Bois (1967 → 1976) puis de Fontenay-sous-Bois-Est (1976 → 1998) Vice-président du conseil général Chevalier de la Légion d'Honneur                       |
| mars 2001    | mai 2016                       | Jean-François Voguet,  | PCF       | Technicien à l'IGN, maire honoraire Sénateur du Val-de-Marne (2004 → 2011) Conseiller général (1988 → 1994) Vice-président de l'EPT Paris-Est-Marne et Bois (2016 →) Démissionnaire                               |
| mai 2016,    | En cours (au 17 décembre 2022) | Jean-Philippe Gautrais | PCF       | Directeur du patrimoine à la Fondation de la Croix Saint-Simon Vice-président de l'EPT Paris-Est-Marne et Bois (2016 → ) Président du Forum métropolitain du Grand Paris (2020 → ) Réélu pour le mandat 2020-2026 |

### Instances de démocratie participative

Quartiers administratifs de la commune depuis fin 2015.

Le territoire communal est divisé en quartiers qui sont pourvus d'un conseil de quartier qui organise une réunion une à deux fois par an. Le rôle du bureau du conseil est d'alerter les élus municipaux sur les problèmes pouvant exister mais aussi travailler avec les services de la commune. Ce bureau possède un élu référent, d'un correspondant qui n'est pas un élu municipal ainsi que d'autres citoyens du quartier.
Avant 2015, le nombre de ces quartiers était au nombre de 13. Les quartiers ont été remaniés lors des assemblées des Bureaux des Conseils de quartiers les 12 mai et 15 juin 2015 et adoptés par le conseil municipal le 24 septembre de la même année. Depuis lors, les treize quartiers sont les suivants :
- Les Alouettes;
- Bois Cadet - Montesquieu - Le Terroir;
- Bois - Clos d'Orléans;
- Hôtel de ville;
- Village;
- Jean Zay;
- Les Larris;
- Parapluies;
- Pasteur;
- Rigollots;
- Plateau;
- Victor Hugo;
- La Redoute - Le Fort - Michelet.

### Jumelages
| Ville | Ville                | Pays | Pays     | Période                     |
| ----- | -------------------- | ---- | -------- | --------------------------- |
|       | Borgonovo Val Tidone |      | Italie   | depuis le 21 septembre 1986 |
|       | Brovary              |      | Ukraine  | depuis le 27 juin 1986      |
|       | Etterbeek            |      | Belgique | depuis le 4 juin 1972       |
|       | Koungheul            |      | Sénégal  | depuis 1998                 |
|       | Marinha Grande       |      | Portugal | depuis le 6 octobre 1984    |
|       | Trucy                |      | France   | depuis 1919                 |
|       | Wittenheim           |      | France   | depuis 1947                 |

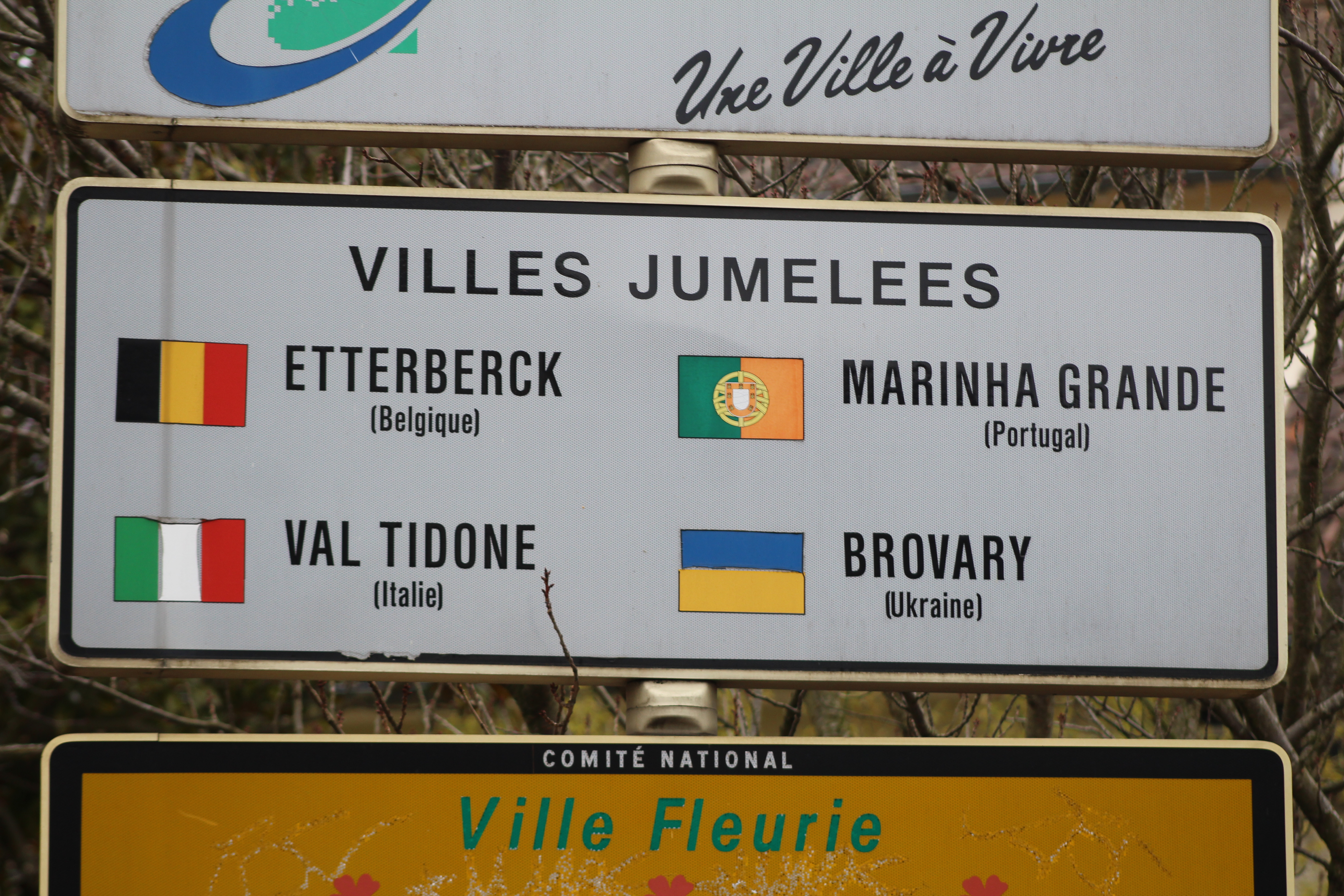
Panneau de jumelage.

Fontenay-sous-Bois est jumelée avec quatre villes européennes. Le plus ancien jumelage date du 4 juin 1972 et a été signé avec la ville belge d'Etterbeek. Une place dans le Val de Fontenay porte son nom. La deuxième avec laquelle a été jumelée Fontenay est Marinha Grande. Ville située au Portugal, elle signe le pacte le 1er juin 1985.
Les années 1980 sont aussi marquées par le jumelage de la commune avec deux autres villes en 1986. Le 27 juin est marqué par la signature d'un pacte avec la ville ukrainienne de Brovary. Il existe une allée de Brovary dans le Val de Fontenay. Le 21 septembre de la même année, un jumelage est acté avec cinq communes du Val Tidone situées en Italie : Borgonovo, Pecorara, Rottofreno, Sarmato, Ziano. Ce partenariat est étendu aux communes de Nibbiano et de Pianello le 25 novembre 2001.
Depuis 1998, la ville possède un partenariat avec la ville de Koungheul localisée au Sénégal. Ce partenariat est officiellement acté en octobre 1999 par la signature d'un protocole de coopération décentralisée.

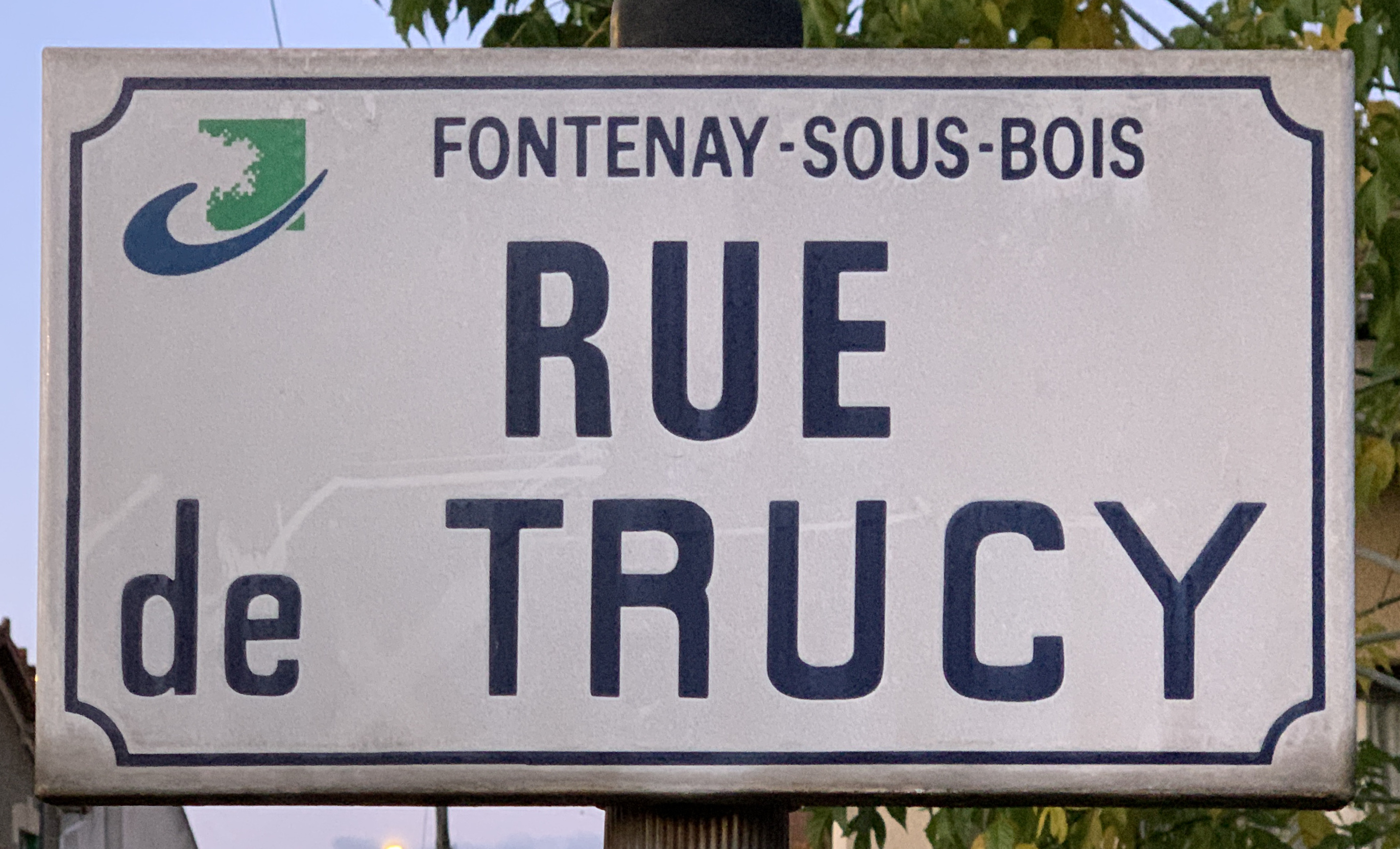
Plaque de la rue de Trucy.

En 1919 après la Première Guerre mondiale, la ville aide la commune de Trucy dans l'Aisne pour qu'elle puisse se reconstruire à la suite des combats de la guerre dont elle fut victime. Il existe une rue de Trucy dans la partie sud-ouest du territoire de la commune et une place de Fontenay-sous-Bois dans la commune axonaise. Fontenay n'est pas uniquement ville marraine de Trucy mais elle l'est aussi de Wittenheim située dans le Haut-Rhin. Après la Seconde Guerre mondiale, la commune parraine cette dernière en faisant deux dons de 100 000 francs en 1947 et 1951.

## Équipements et services publics

### Enseignement

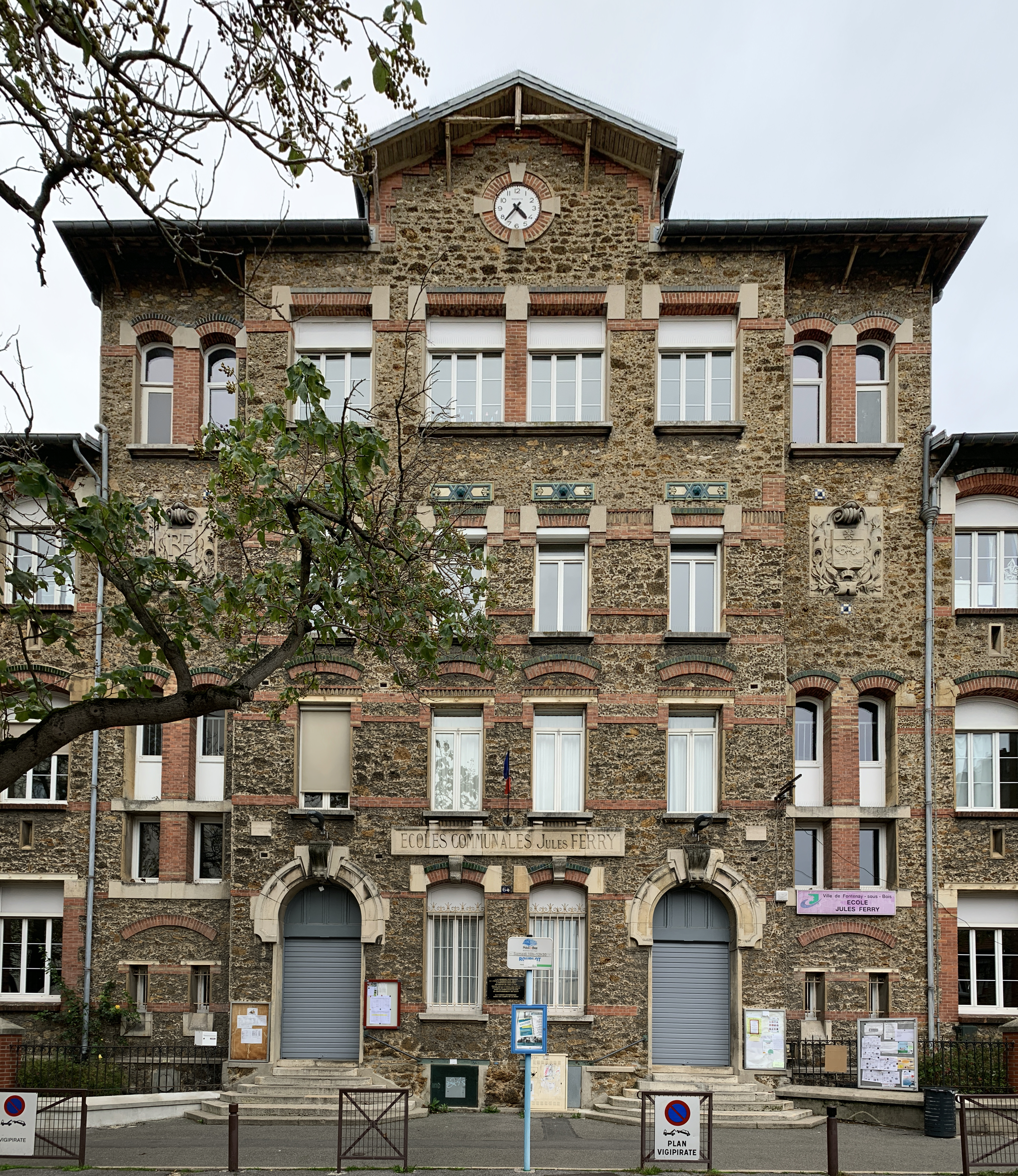
École élémentaire Jules Ferry.

Fontenay-sous-Bois est situé dans l'académie de Créteil en zone C et les établissements présents sur son territoire sont placés sous l'autorité des services de la DSDEN du Val-de-Marne. Ces administrations représentent au niveau local le Ministère de l'Éducation nationale qui pilote sur le plan national le Système éducatif français. C'est la carte scolaire qui régit l'enseignement dans la commune.
La ville dispose de plusieurs établissements d'enseignements publics qui offrent un enseignement gratuit et laïque. En 2019, il n'existe plus qu'un d'établissement d'enseignement privé dans la commune. D'autres établissements privés à l'instar de l'école primaire protestante Jeanne-d'Albret fermée autour de 2008 et le pensionnat Barbe n'existent plus.
Certaines écoles sont regroupées en groupes scolaires que sont :
- groupe scolaire (deux écoles maternelles et une élémentaire) Édouard-Vaillant ;
- groupe scolaire (maternelle et deux écoles élémentaires) Pasteur ;
- groupe scolaire (maternelle et élémentaire) Pierre-Demont ;
- groupe scolaire (maternelle et élémentaire) Romain-Rolland ;
- groupe scolaire (maternelle et élémentaire) Jules-Michelet ;
- école primaire privée Jeanne-d'Arc ;
- groupe scolaire (deux écoles maternelles et des écoles élémentaires) Henri-Wallon.

#### Enseignement primaire

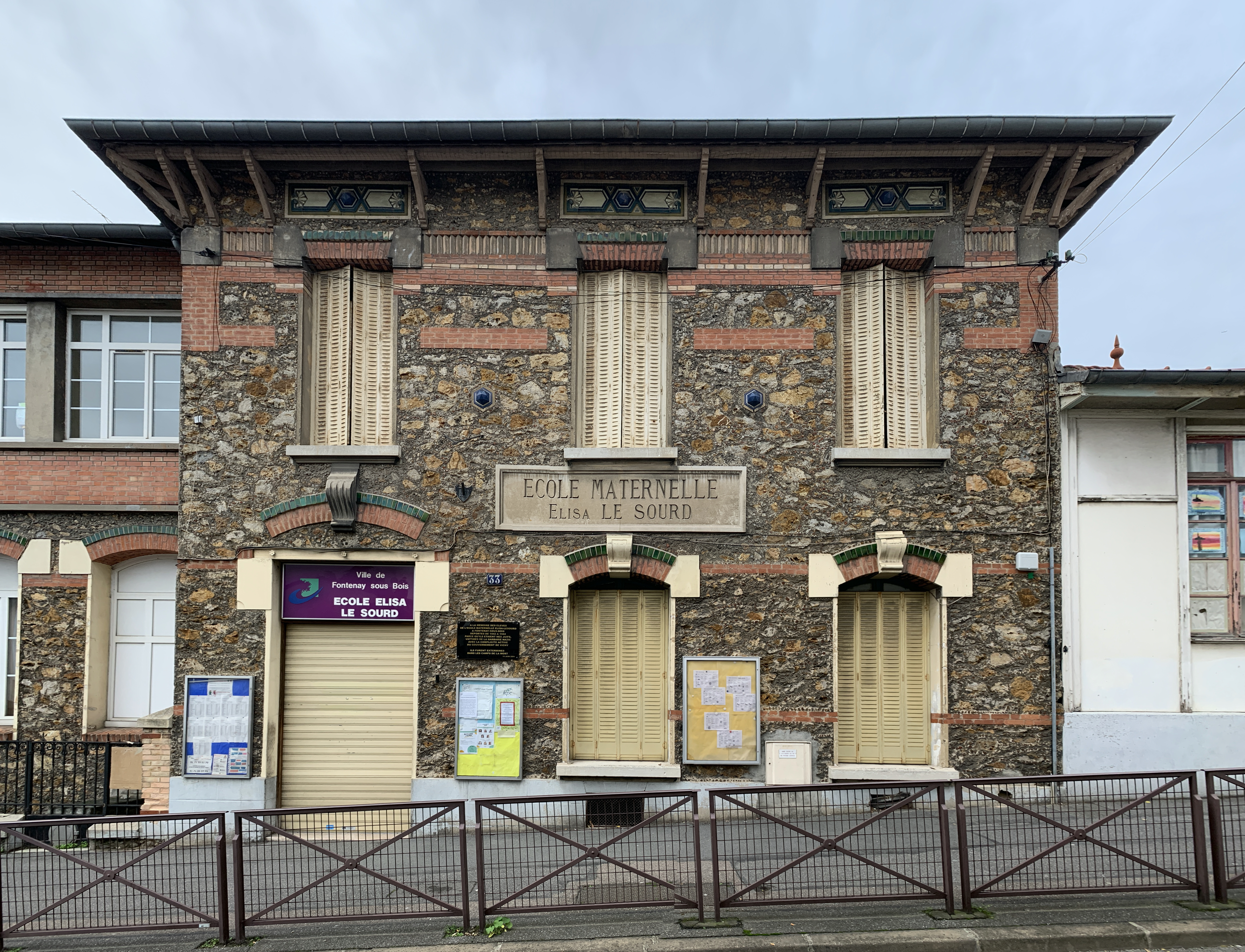
École maternelle Élisa Lesourd.

Les établissements d'enseignement primaire de la commune appartiennent à la circonscription du premier degré de Fontenay-sous-Bois des services de la DSDEN du Val-de-Marne. Ces établissements scolaires se répartissent entre écoles maternelles et écoles élémentaires. En 2019, la commune comportait treize écoles maternelles et autant d'écoles élémentaires. Dans chacun des cas, il n'existe qu'une école privée.
Écoles maternelles
- Édouard Vaillant
- Élisa Lesourd
- Françoise-Dolto
- Henri-Wallon 1
- Henri-Wallon 2
- Jean-Zay
- Michelet
- Mot
- Pasteur
- Paul Langevin
- Pierre Demont
- Romain Rolland
- Jeanne-d'Arc (privée)

Écoles élémentaires
- Édouard Vaillant
- Henri-Wallon A
- Henri-Wallon B
- Jean-Zay
- Jules-Ferry
- Michelet
- Pasteur Nord
- Pasteur Sud
- Paul-Langevin
- Pierre Demont
- Romain Rolland
- Victor Duruy
- Jeanne-d'Arc (privée)

#### Enseignement secondaire
La commune accueille aussi des établissements de l'enseignement secondaire sur son territoire. En 2019, ils sont au nombre de cinq avec trois collèges et deux lycées.

##### Collèges

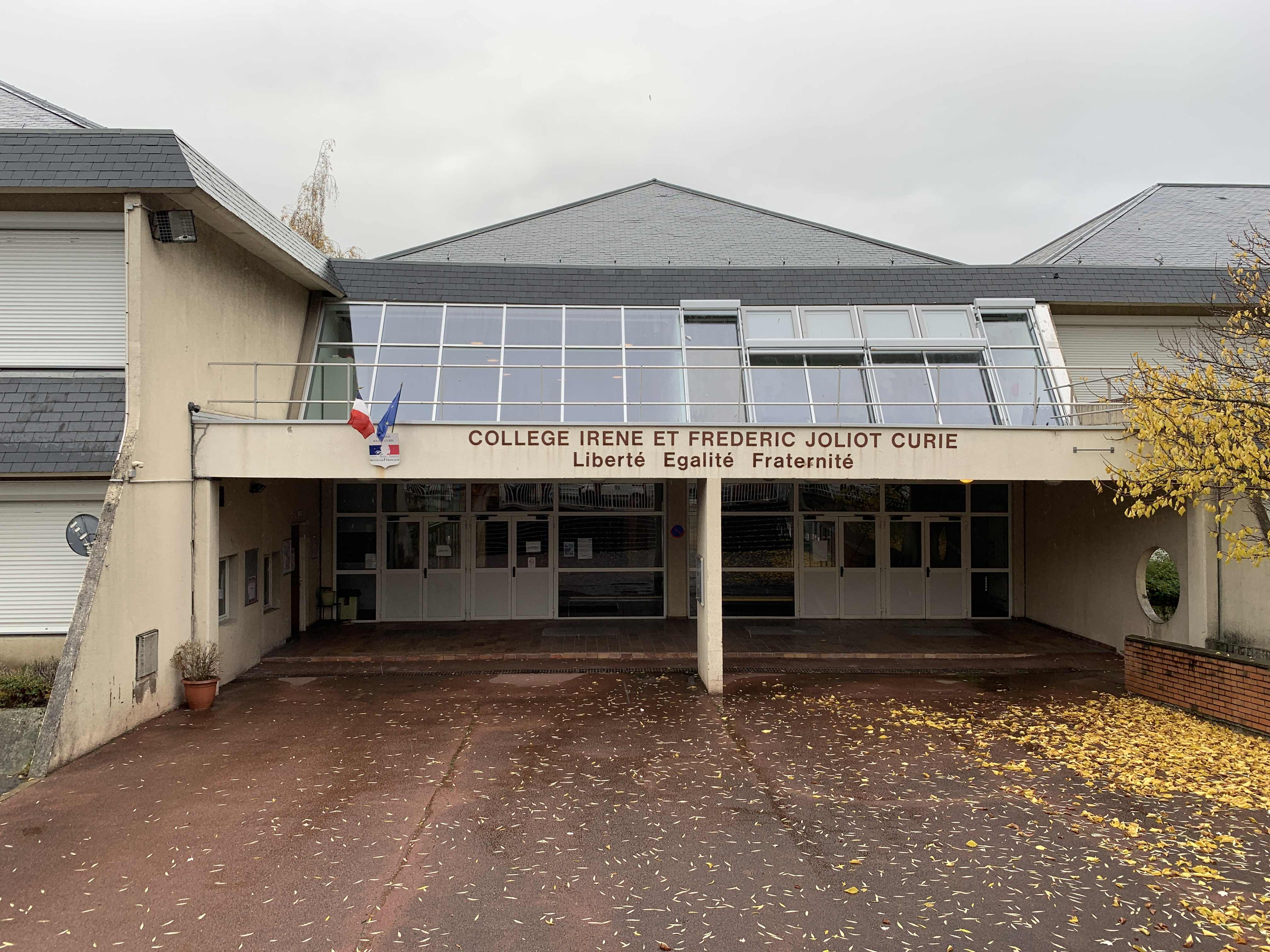
Collège Joliot-Curie.

- Victor-Duruy
- Jean-Macé
- Irène-et-Frédéric Joliot-Curie

##### Lycées

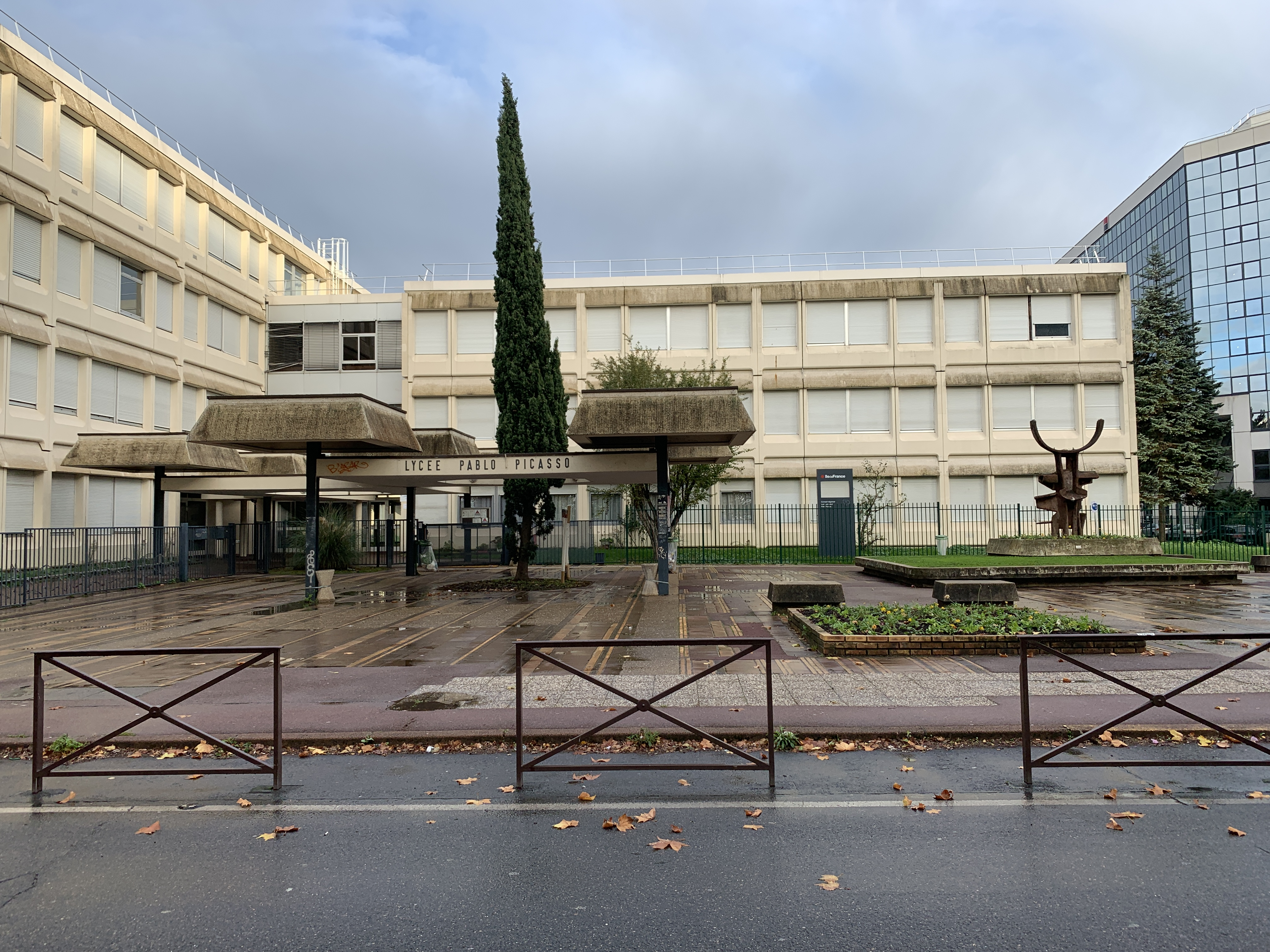
Lycée Pablo Picasso.

- Lycée général et technologique Pablo-Picasso qui prépare au baccalauréat général et au baccalauréat technologique
- Lycée professionnel Jules-Michelet qui prépare au baccalauréat professionnel

Pour l'orientation des élèves, Fontenay dépend du centre d'information et d'orientation de Vincennes, l'un des douze CIO que compte le département du Val-de-Marne en 2018.
La commune accueille l'un des Greta du Val-de-Marne. Un Greta est un groupement d'établissements publics locaux d'enseignement (EPLE) qui fédère leurs ressources humaines et matérielles pour organiser des actions de formation continue pour adultes.

#### Niveau d'étude
D'après les résultats du recensement de 2022 mené par l'Insee portant sur le diplôme le plus élevé des 36 848 Fontenaysiens de plus de quinze ans, 15,9 % ne dispose d'aucun diplôme ou d'un certificat d'études primaires, 4,7 % d'un BEPC ou brevet des collè
ges, 13,7 % d'un CAP ou BEP, 15,5 % d'un baccalauréat ou Brevet professionnel, 11,0% d'un diplôme de l'enseignement supérieur de niveau bac +2, 13,8% d'un diplôme de niveau bac +3 ou bac + 4, et 25,4 % d'un diplôme de l'enseignement supérieur de niveau bac +5 ou plus.

### Santé

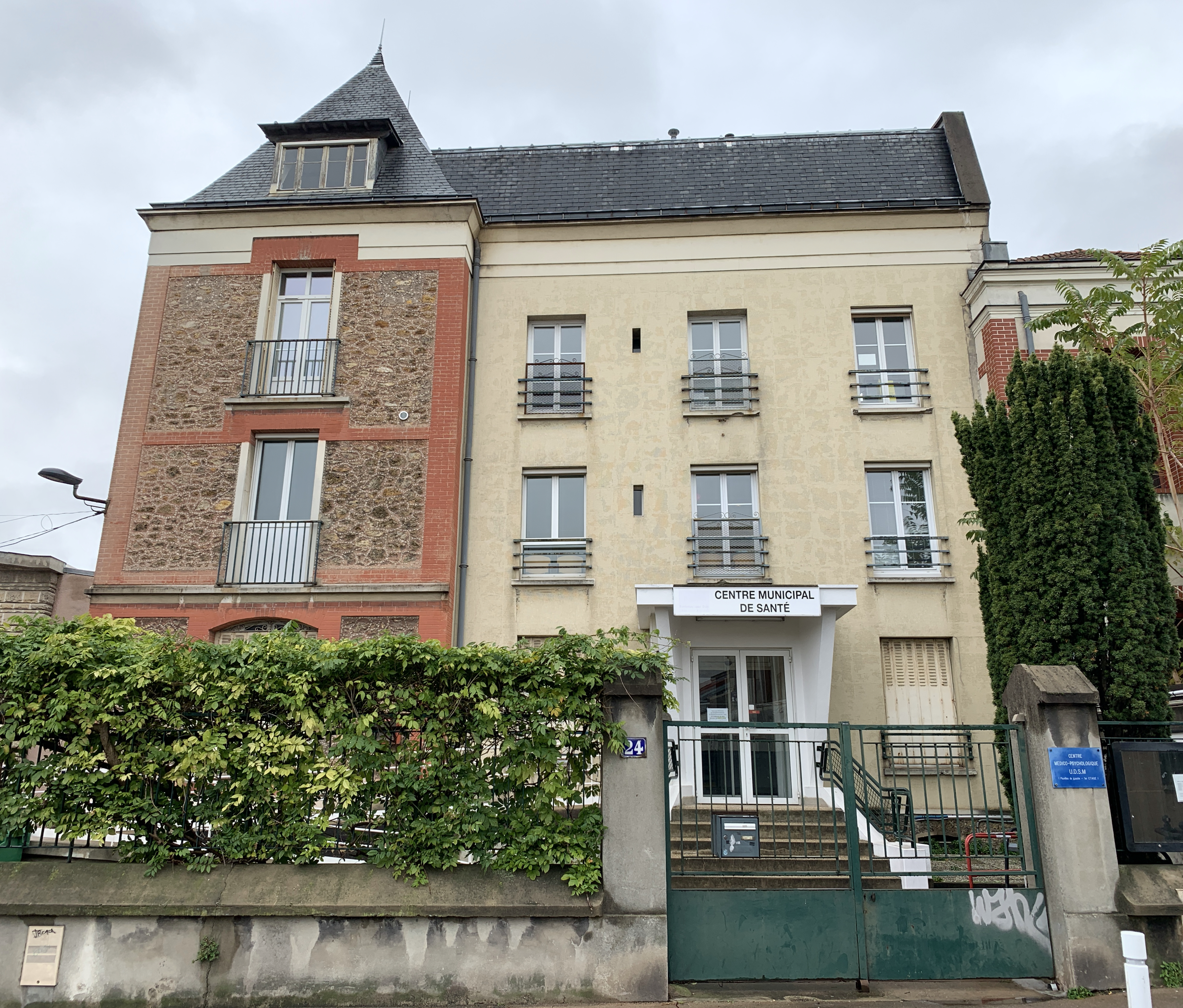
Centre Émile Roux.

La commune accueille de nombreux professionnels de santé répartis dans de nombreuses spécialités médicales englobant la médecine générale et spécialisée, la pédiatrie, les chirurgiens-dentistes et orthodontistes, les infirmiers, etc. Elle dispose également de plusieurs laboratoires d'analyses médicales, pharmacies, entreprises de matériel médical et paramédical ainsi que des sociétés d'ambulances.
Fontenay-sous-Bois a choisi de développer un service public de médecine de proximité accessible à tous. Jusque 2025, deux Centres Municipaux de Santé, les centres Émile-Roux et Roger-Salengro situés de part et d'autre de la commune, étaient gérés par la commune. En 2025, ils ont été remplacé par un unique centre municipal de santé nommé Madeleine Brès. Il dispose d'équipes multidisciplinaires aptes à la prise en charge globale du patient dans un même lieu et à leurs actions de santé publique pour tous les publics. Ces équipes interviennent dans les domaines de la médecine générale, l'allergologie, la gynécologie, l'ORL, la médecine du sport, la pédiatrie, la phlébologie, les soins dentaires, la kinésithérapie, les soins infirmiers, le planning familial, le conseil conjugal ou encore les vaccinations. Se trouvent également dans la commune plusieurs centres médico-psychologiques qui accueillent les personnes désireuses de consulter un psychiatre ou un psychologue.
Fontenay dispose de structures dans les domaines de la vieillesse et de la gérontologie afin de répondre au vieillissement de la population. La ville dispose notamment d'un CLIC (Centre Local d’Information et de Coordination Gérontologique) dont le rôle est l'information et la Coordination Gérontologique. Le centre informe et conseille gratuitement les personnes âgées de 60 ans et plus et leur entourage tout en coordonnant et en animant le réseau des organismes et acteurs de la gérontologie.
Le territoire de la commune accueille également une maison de retraite intercommunale présente sur quatre sites dont deux à Fontenay : Hector Malot et la Dame Blanche. L'établissement intercommunal trouve son origine en 1897 quand les communes de Fontenay-sous-Bois, Montreuil et Vincennes décidèrent d'unir leurs moyens pour le créer. Elles furent rejointes par la commune de Saint-Mandé en 1937. L'établissement public autonome intercommunal devient EHPAD à la suite de la signature de la convention tripartite le 17 juillet 2002 avec le conseil général et le préfet du Val-de-Marne. Les deux sites ont été entièrement reconstruits pour augmenter leur qualité et capacité d'accueil.

### Équipements sportifs

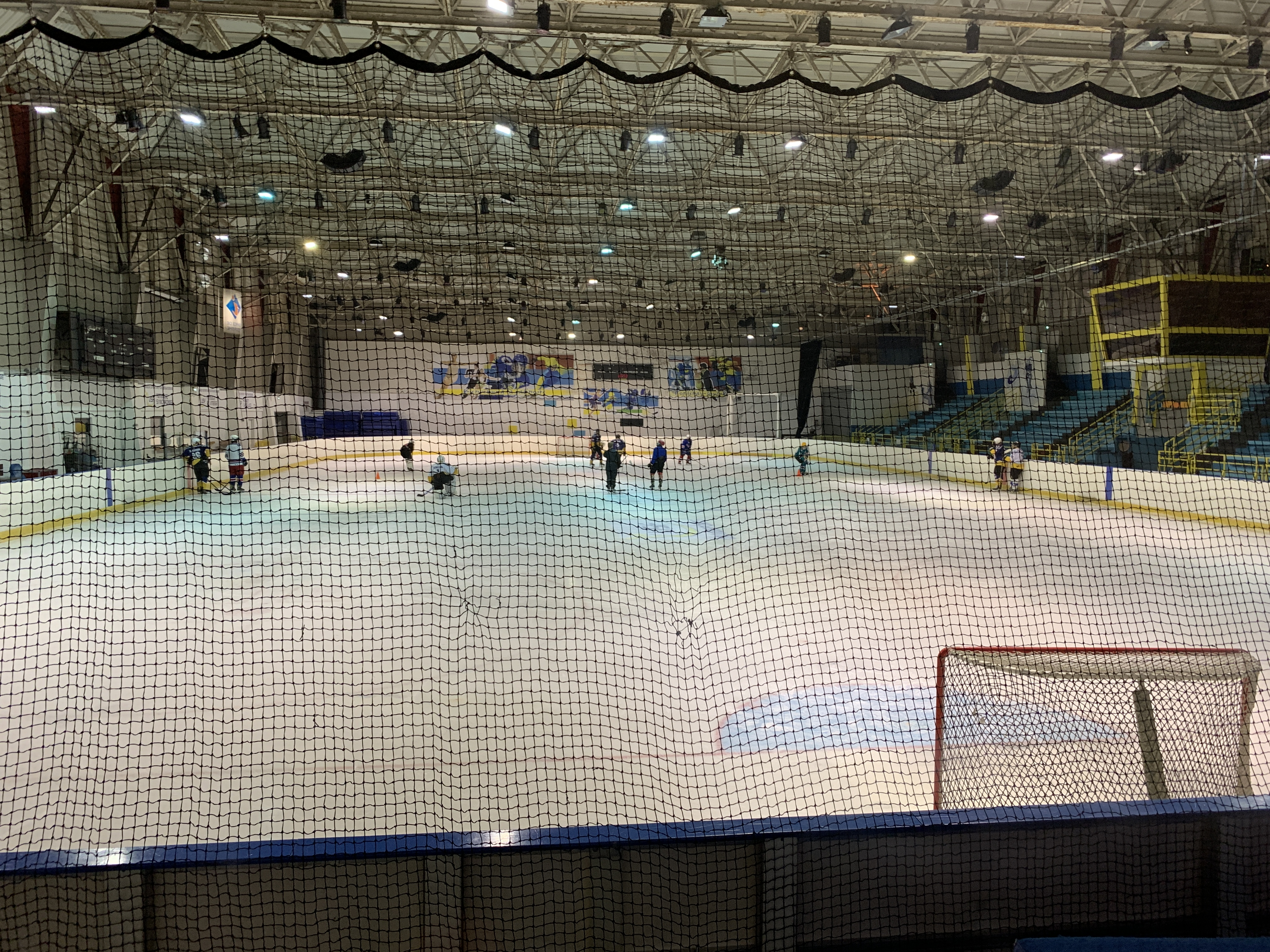
Patinoire Salvador-Allende.

En 2019, la commune dispose des équipements sportifs suivants :
- le complexe sportif Salvador-Allende regroupant un gymnase ainsi que la piscine et la patinoire municipales sans oublier que le complexe accueille la direction municipale des sports ;
- le dojo Auguste-Delaune ;
- le dojo Antoine-Cauret ;
- le gymnase Auguste-Delaune ;
- le gymnase Colette-Besson ;
- le gymnase Joliot-Curie ;
- le gymnase Léo-Lagrange qui partage son bâtiment avec la salle Decaudin permettant la pratique du tennis de table ;
- le gymnase Victor-Duruy ;
- la maison des sports André-Millon où se trouve notamment l'office municipal des sports ;
- la salle Eugène-Martin : le bridge, les échecs, le scrabble et le baby-foot y sont pratiqués ;
- la salle Jean-Lilier ;
- le stade André-Laurent et des salles éponymes où se pratiquent des danses et de l'escrime ;
- le stade Georges-Le-Tiec regroupe divers sports dont l'athlétisme, le football, le tennis et le tir à l'arc ;
- le stade Pierre-de-Coubertin regroupe quelques terrains de football et un boulodrome.

### Justice, sécurité, secours et défense
Les instances judiciaires compétentes pour la commune sont le tribunal d'Instance de Nogent-sur-Marne, les tribunaux de grande instance, de commerce, pour enfants et le conseil de prud'hommes de Créteil, la cour d'appel de Paris, le tribunal administratif de Melun et la cour Administrative d'Appel de Paris.

## Population et société

### Démographie
Évolution du nombre d'habitants
L'évolution du nombre d'habitants est connue à travers les recensements de la population effectués dans la commune depuis 1793. Pour les communes de plus de 10 000 habitants les recensements ont lieu chaque année à la suite d'une enquête par sondage auprès d'un échantillon d'adresses représentant 8 % de leurs logements, contrairement aux autres communes qui ont un recensement réel tous les cinq ans,.

En 2022, la commune comptait 52 646 habitants, en évolution de −1,46 % par rapport à 2016 (Val-de-Marne : +3 %, France hors Mayotte : +2,11 %).
| 1793  | 1800  | 1806  | 1821  | 1831  | 1836  | 1841  | 1846  | 1851  |
| ----- | ----- | ----- | ----- | ----- | ----- | ----- | ----- | ----- |
| 1 700 | 1 478 | 1 230 | 1 262 | 1 385 | 1 524 | 1 646 | 1 783 | 1 662 |

| 1856  | 1861  | 1866  | 1872  | 1876  | 1881  | 1886  | 1891  | 1896  |
| ----- | ----- | ----- | ----- | ----- | ----- | ----- | ----- | ----- |
| 1 760 | 2 953 | 3 092 | 5 378 | 4 445 | 4 365 | 5 839 | 5 836 | 7 220 |

| 1901  | 1906   | 1911   | 1921   | 1926   | 1931   | 1936   | 1946   | 1954   |
| ----- | ------ | ------ | ------ | ------ | ------ | ------ | ------ | ------ |
| 9 320 | 11 391 | 15 192 | 18 129 | 23 531 | 30 036 | 31 546 | 30 860 | 36 739 |

| 1962   | 1968   | 1975   | 1982   | 1990   | 1999   | 2006   | 2011   | 2016   |
| ------ | ------ | ------ | ------ | ------ | ------ | ------ | ------ | ------ |
| 37 484 | 38 962 | 46 475 | 52 627 | 51 868 | 50 921 | 51 727 | 52 723 | 53 424 |

| 2021   | 2022   | - | - | - | - | - | - | - |
| ------ | ------ | - | - | - | - | - | - | - |
| 51 812 | 52 646 | - | - | - | - | - | - | - |

Tranches d'âges
La population de Fontenay reste relativement jeune malgré un léger recul enregistré sur les chiffres de 2006. En effet, d'après l'Insee, les moins de 30 ans n'y représentent plus que 38,6 % en 2011 contre 39,3 % en 2006. La part des 30-59 ans s'érode également dans la même période, passant de 43,3 % en 2006 à 42,6 % en 2011. Dans le même temps, la part des plus de 60 ans dans la population est en augmentation passant de 17,4 % en 2006 à 18,8 % en 2011. Ces changements locaux correspondent au vieillissement de la population observé au niveau national.
D'après l'Insee, sur les 52 723 habitants que comptait la commune en 2011, 48 % étaient des hommes et 52 % des femmes. Dans le détail, les hommes sont plus nombreux dans les classes d'âge correspondant au moins de 30 ans avec 41,1 % de la population de cette classe contre 36,2 % pour les femmes. La situation des classes d'âge allant de 30 à 59 ans est à peu près équilibré entre les deux sexes avec respectivement 42,0 % d'hommes et 43,3 % de femmes. Néanmoins, le déséquilibre est nettement marqué chez les plus de 60 ans avec une forte proportion de femmes (20,6 %) dans ces classes d'âge alors que les hommes n'en représentent plus que 16,9 %.
Familles et ménages
Selon l'Insee, la ville comptait 22.257 ménages représentants 52 010 habitants en 2011 contre 21.792 ménages rassemblant une population de 51 226 habitants en 2006. Bien qu'en légère diminution sur 2006, les ménages avec famille sont les plus représentés avec 61,7 % de l'ensemble des ménages de 2011 contre 62,2 % en 2006. Ces ménages correspondent à 81,6 % de la population communale totale. Parmi celle-ci, les couples avec enfants sont les plus nombreux suivis des couples sans enfant et des familles monoparentales. Les personnes vivant seules représentent 34,7 % des ménages fontenaysiens en 2011 et une part de 14,8 % de l'ensemble de la population communale. Parmi les ménages d'une personne, ceux constitués d'une femme seule sont les plus nombreux (20,3 % des ménages contre 14,4 % pour les hommes seuls). Parmi les 13 898 familles recensées de Fontenay, 37,9 % ne comptaient pas d'enfant et 62,1 % en comptaient au moins un. Dans le détail, 27,8 % des familles comprenaient un enfant, 22,5 % deux enfants et 11,8 % trois enfants et plus.
D'après une étude sociologique menée par l'Insee, les catégories socioprofessionnelles (PCS) de la ville sont équilibrés bien que disparates. Parmi les ménages, les artisans, commerçants, chefs d'entreprises y représentent 4 %, les cadres et professions intellectuelles supérieure, 20,7 %, les professions intermédiaires 18,2 %, les employés 16,5 %, les ouvriers, 11,0 % et les retraités, 25,6 %.

### Sports et loisirs
La commune accueille les clubs suivants :[Quand ?]
- La Bulle de Fontenay : club de Plongée et d'Apnée.
- Le B.C.F (Basketball Club Fontenay S/Bois) : club de basket.
- Les Météores : club doyen du football américain français, créé en 1981, finaliste du 1er Championnat de France de football américain, en 1982.
- Union Sportive Fontenaysienne (U.S.F.) : club omnisports.
- Arsenal A.C. : club de football du stade André-Laurent.
- Association Sportive du Val de Fontenay : club de football du stade Pierre-de-Coubertin.
- Le SHCF (Sporting Hockey Club de Fontenay) : club de rink hockey.
- L'Espérance de Fontenay : club omnisports.

La commune a accueilli plusieurs fois le tour de France. De 1980 à 1982, elle fut le départ des dernières étapes,,. En 1981 et 1982, Fontenay fut aussi le lieu d'arrivée de l'avant-dernière étape de la Grande Boucle avec à chaque fois un départ à Auxerre,. En 1983, Fontenay a été le grand départ de la 70e édition. Un prologue de 5,5 km dans la ville fut marqué par la victoire du belge Eric Vanderaerden.

### Manifestations culturelles et festivités
- Mai : Fête de La Madelon
- Juillet-août : Fontenay sous Soleil
- Octobre : 10 km de Fontenay
- Décembre : Festival Les aventuriers (rock electro pop)

### Médias
Des informations concernant l'actualité de Fontenay peuvent se trouver régulièrement dans le quotidien régional Le Parisien, dans l'un des journaux gratuits distribués sur Paris, dans le Journal du Grand Paris ou encore dans la presse nationale.
Il n'existe aucune publication d'information propre à la commune hormis le magazine municipal A Fontenay édité par le service information de la commune. Ce magazine de 24 pages imprimé en couleur sur du papier recyclé est tiré à 26 000 exemplaires et est distribué dans l'ensemble des foyers de la commune. Il est également disponible au format Pdf sur le site Internet de la commune. D'autres publications, plus modestes, existent comme Le Journal du Plateau de l'association du plateau ou La Ruche réalisé par le club de loisir G. Paquot.
Dans le passé, de nombreux périodiques locaux ou régionaux étaient distribués à Fontenay et traitaient de son actualité comme l'atteste le Fonds Naudet ou l'état provisoire des périodiques locaux disponibles aux Archives départementales du Val-de-Marne :
- L'Est Républicain de la banlieue parisienne, hebdomadaire, 1924 ;
- L'Echo de Vincennes, hebdomadaire, Vincennes, Charenton, Fontenay, Nogent et Saint-Mandé de 1872 à 1927 ;
- La Tribune Cantonale, hebdomadaire, Vincennes, Saint-Mandé, Fontenay, Bry, Nogent, Le Perreux de 1928 à 1940 ;
- Le Citoyen, hebdomadaire, Fontenay, Montreuil, Vincennes, Saint-Mandé de 1904 à 1936 ;
- Le Messager de la Banlieue Est, de 1916 à 1934 ;
- La Voix de l'Est, hebdomadaire communiste, de 1945 à 1969 ;
- La Gazette de l'est, journal hebdomadaire républicain indépendant de la banlieue Est de Paris, de 1933 à 1944 ;
- La Feuille à l'envers, de 1978 à 1981 ;
- La banlieue de l'est, hebdomadaire fondé par la Gazette de l'est, le journal de Vincennes et de la région et de Paris, de 1947 à 1948 ;
- La défense de l'est, journal hebdomadaire de la banlieue Est de Paris, de 1946 à 1947 ;
- L'Echo du nord-est, organe bimensuel d'informations de la région parisienne, en 1952 ;
- L'Évolution Républicaine, organe mensuel d'action républicaine de Vincennes, Fontenay et Saint-Mandé, en 1936 ;
- Paris-Nord-Est, mensuel sur Montreuil, Bagnolet, Fontenay-sous-Bois, Rosny, Vincennes, Saint-Mandé, Nogent-sur-Marne, Le Perreux de 1963 à 1966 ;
- Le Régional de la banlieue est, journal d'informations locales édité par le parti socialiste S.F.I.O., de 1945 à 1946 ;
- Le Réveil cantonal, journal hebdomadaire de défense des intérêts généraux de Vincennes, en 1948 ;
- La Tribune cantonale, hebdomadaire de Vincennes, Saint-Mandé, Fontenay-sous-Bois, Nogent-sur-Marne, Le Perreux et Bry-sur-Marne, de 1933 à 1939 ;
- Bulletin municipal officiel des communes de la Seine. Ville de Fontenay-sous-Bois. Organe mensuel d'informations municipales. de 1946 à 1968 ;
- Ici Fontenay : périodique trimestriel d'informations générales en 1962 ;
- Fontenay Notre Ville, mensuel d'information communale, de 1954 à 2004 ;
- Le Clocher, organe mensuel de la vie paroissiale de Fontenay, de 1913 à 1916 ;
- Le Courrier du Patronage, journal mensuel de l'association Jeanne d'Arc, de 1916 à 1921 ;
- L'Etandard, journal trimestriel de l'association Jeanne d'Arc, de 1928 à 1951 ;
- Les Eaux Vives, bulletin paroissial bimestriel de Saint-Germain-d'Auxerre de Fontenay, de 1925 à 1958 ;
- Le Bon Grain, bulletin paroissial bimestriel de Sainte-Marguerite Fontenay-Vincennes, de 1929 à 1938 ;
- Bulletin mensuel de la société régionale d'horticulture et d'arboriculture de Fontenay, mensuel, de 1962 à 1982.

La commune ne possède aucune station de radio ou chaine de télévision installées sur son territoire. Son actualité peut néanmoins être traité sur la chaîne régionale France 3 Ile-de-France.
Il existe néanmoins une webtélé locale, baptisée « A Fontenay TV » réalisée par le service information de la commune qui propose notamment une émission vidéo intitulée 6 min à Fontenay traitant de l'actualité de la municipalité et une Webradio réalisée par la SMJ.
Fontenay dispose d'un portail institutionnel, site sur lequel il est possible de s'informer sur l'actualité de la ville, sur ses infrastructures et son histoire ainsi que réaliser des démarches administratives en ligne. La ville dispose également d'une page Facebook et d'une présence sur Dailymotion.
La commune a adhéré au SIPPEREC, syndicat intercommunal de la périphérie de Paris pour l'électricité et les réseaux de communication. La société Noos, rachetée par Numéricâble, a également déployé un réseau câblé dans la commune.
Fontenay-sous-Bois est un cœur de plaque ATM.
- région ADSL : IDF
- plaque : IDF-09
- département : 94

### Cultes
Les Fontenaysiens disposent de lieux de cultes catholique, israélite, musulman et protestant.

#### Culte chrétien

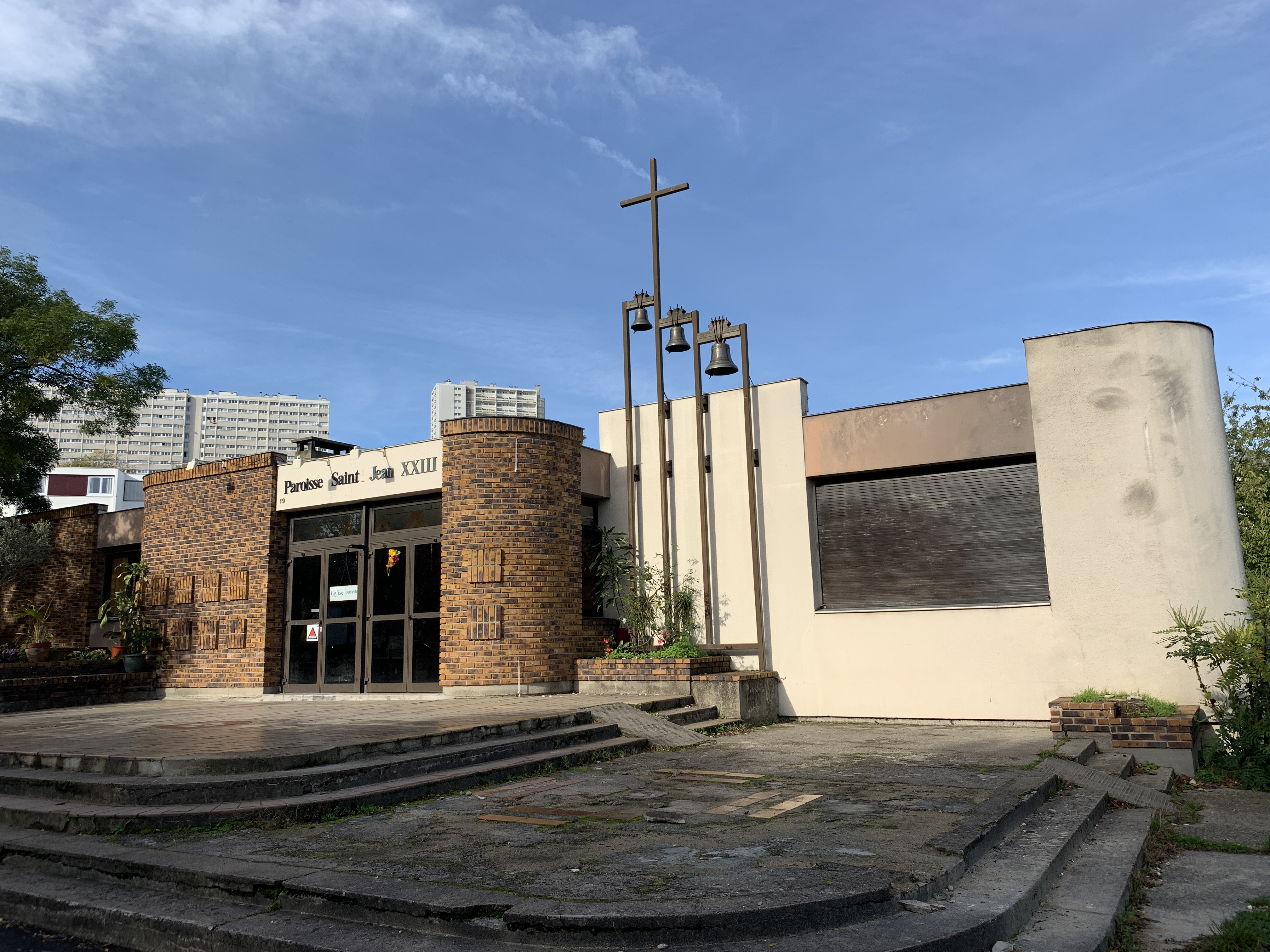
Église Saint-Jean-XXIII.

Au sein du diocèse de Créteil, le territoire de la commune dépend du secteur pastoral de Fontenay-sous-Bois qui regroupe quatre lieux de culte catholique :
- l'église Saint-Germain ;
- l'église Sainte-Marguerite ;
- l'église Sainte-Thérèse ;
- l'église Saint-Jean-XXIII[109].

La commune accueille par ailleurs une communauté de pères franciscains. Il existe aussi des cultes protestants dont le centre évangélique protestant Paris-Est propose un lieu de culte aux membres d'une communauté évangélique.

#### Culte israélite
La communauté israélite dispose de la synagogue Eliahou Hanavi, administrée par l'association cultuelle israélite de Fontenay-sous-Bois (ACIF), de la synagogue Beth Chalom et du Centre Hilel.

#### Culte musulman

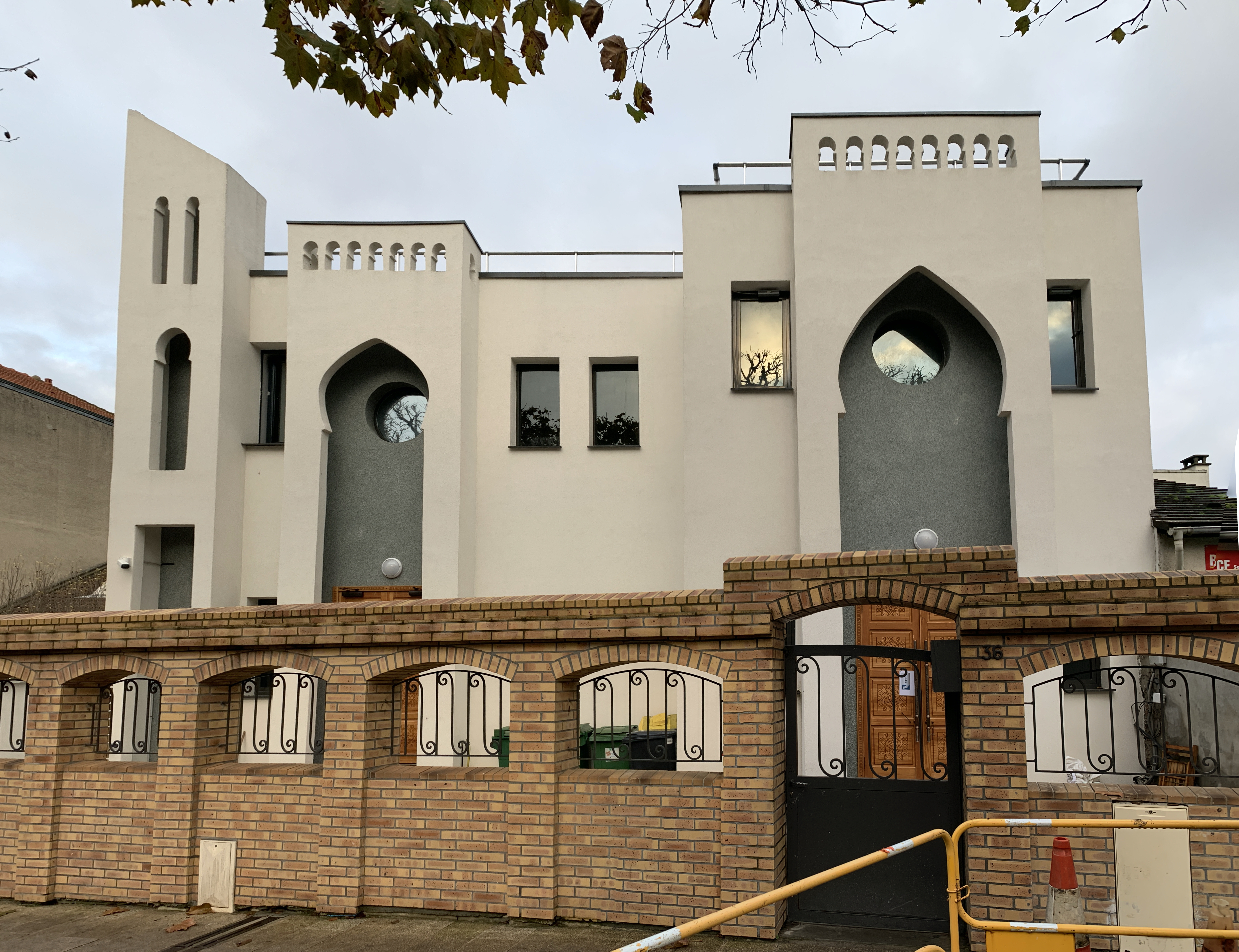
Mosquée Es-Salam.

La communauté musulmane dispose de plusieurs lieux de culte :
- la mosquée Es-Salam[113] ;
- la mosquée ACMF inaugurée en juin 2014[114] ;
- la communauté islamique du Milli Görüş pour la communauté d'origine turque[115].

#### Autres
Le mouvement des Témoins de Jéhovah dispose d'un lieu de culte administré par une association créée en octobre 2013.

## Économie

### Agriculture
Aujourd'hui disparue au profit de l'urbanisme, l'agriculture tenait une place importante dans l'économie locale jusqu'au début du XXe siècle. Les sols du territoire communal sont désignés comme frais. La commune abrite quelques mares et nombre d'endroits ne peuvent être utilisés qu'en oseraies. Les principales productions sont maraichères ou constituées de seigle, de haricots ou de pomme de terre. Comme à Vincennes, Bagnolet ou Romainville, de nombreuses terres sont cultivées par les jardiniers de Montreuil qui emploient notamment en 1840 des ouvriers agricoles du Morvan ou Nivernais poussés sur Paris par la pauvreté dans leurs régions natales.
Lors de la première moitié du XIXe siècle, le territoire communal accueillait une très belle pépinière de 40 000 mûriers blancs dirigée par M Combet, un agriculteur du midi qui a fait à Paris plusieurs expériences pour l'éducation des vers à soie. Les feuilles de murier alimentaient une magnanerie de 200 000 vers à soie dirigée par M. Boucher et située à une demi-lieue. Celle-ci ferma en 1834 du fait de l'abandon de la pépinière de murier par son propriétaire. En 1836, M. Grimaudet transfère 12 000 muriers sauvageons de l'ancienne pépinière de Fontenay au parc de Villemomble qui accueille 167 000 pieds sur 5 hectares.
À la fin du XIXe siècle, la commune a vu l’apparition de la Belle de Fontenay. Cette variété de pomme de terre a été inscrite au catalogue des variétés en 1935. Elle est notamment à l'origine de la variété BF 15 (obtention INRA, 1947).
Dans les années 1920, Fontenay appartient avec Bagnolet et Montreuil à une zone où l'on cultive des fruits et notamment des pêches. Depuis le Moyen Âge et jusqu’au XVIIIe siècle, la commune possédait des vignes. Les Carmes de Charenton et les religieux de Picpus avaient coutume de quêter du vin dans les pressoirs de Fontenay, pendant les marcs. Elles furent remplacées par les cultures maraichères et fruitières.
Aux alentours de 1860, le territoire communal était très morcelé et les agriculteurs de Fontenay ne disposaient que de 1,5 hectare de terre. La famille Houzeau, une famille d'agriculteurs de la commune a recueilli dans un manuscrit appelé Heures sauvées des notes depuis 1694 sur des observations météorologiques et une chronique locale. Cette dernière indique notamment une importante invasion de chenilles en 1776 au point que le curé avait jugé nécessaire une procession en prière d'une quarantaine d'heures par les habitants de la commune.

### Revenus de la population et fiscalité
En 2011, la commune comptait 29 371 foyers fiscaux. Le revenu net déclaré moyen s'établissait à 30 959 € et l'impôt sur le revenu moyen s'élevait à 2 650 €. Dans le détail, 64,9 % des foyers fiscaux étaient imposables avec un revenu déclaré moyen qui s'établissait à 42 440 € et 35,1 % des foyers fiscaux ne l'était pas avec un revenu déclaré moyen de 9 673 €.

#### Budget communal
En 2015, le budget communal s'élève à 174 millions d'euros dont 59,93 % en fonctionnement et 40,07 % en investissement.
La ventilation des dépenses de fonctionnement s'effectuait entre différents postes :
- 40 % de dotation à l'école, l'enfance, la jeunesse, la petite enfance ;
- 19 % de dotation au cadre de vie et au développement durable ;
- 15 % de dotation à la solidarité, l'action sociale, les retraités, la santé ;
- 8 % de dotation à la culture ;
- 7 % de dotation au sport ;
- 5 % de prélèvement sur les ressources ;
- 3 % de dotation à la démocratie locale ;
- 2 % de dotation à la population (cimetières, état civil, élections, etc.).

#### Fiscalité locale
Les recettes fiscales de la commune sont composées à 60 % d'impôts sur les ménages et à 40 % d'impôts sur l'activité économique.
En 2014, la taxe d'habitation représentait 39 % des recettes fiscales de la commune, la taxe foncière (acquittée pour 2/3 par les ménages et 1/3 par les entreprises) 32 %, la cotisation foncière des entreprises 19 % et la cotisation sur la valeur ajoutée des entreprises 10 %.

### Emploi
Une majorité des actifs fontenaysiens travaillent hors de la commune, principalement en Île-de-France. Dans le même temps, plus de 25 000 employés viennent travailler à Fontenay, notamment dans le secteur tertiaire.

#### Emploi des fontenaysiens
D'après l'Insee, 90,1 % des 23.904 fontenaysiens de 2011 qui possèdent un emploi sont des salariés et 9,9 % des non-salariés. Pour l'Insee, les femmes sont principalement salariés (92,7 % des femmes contre 87,4 % des hommes). Les hommes sont plus facilement non-salariés (12,6 % des hommes contre 7,3 % des femmes). Toujours d'après les résultats de cette étude, les femmes sont plus facilement titulaires de la fonction publique ou en CDI que les hommes avec respectivement 92,7 % et 77,3 %.
Parmi les 21 395 salariés de 15 à 64 ans que comptait la commune en 2011, 52,4 % sont des femmes et 47,6 % des hommes. Les femmes sont particulièrement touchées par le travail à temps partiel avec une moyenne de 20 % contre seulement 8,6 % pour les hommes. L'inégalité face au temps partiel entre homme et femme est moins marquée pour les classes d'âge comprises entre 15 et 24 ans. Le temps partiel y représente 31,9 % chez les hommes contre 44,1 % chez les femmes. Malgré une amélioration pour les deux sexes dans les classes d'âge supérieures à 24 ans, cette inégalité subsiste par la suite. Le travail partiel est ainsi trois fois plus développé chez les femmes dans les classes d'âge comprises entre 25 et 54 ans avec 18,1 % de travail partiel contre 6,3 % pour les hommes. Au-delà de 55 ans, la situation face au temps de travail partiel reste identique pour les femmes tandis qu'elle se détériore pour les hommes avec 7,8 %.
Moins de 20 % des 23 904 actifs fontenaysiens travaillent dans la commune et 80 % ailleurs. Dans 17 % des cas, ces actifs fontenaysiens travaillent dans le Val-de-Marne et 62 % dans un autre département d'Île-de-France. Un peu plus d'1 % travaillent dans une autre région de France métropolitaine ou Outre-mer.

#### Emploi à Fontenay
Pour l'Insee, 25 438 emplois existaient en 2011 sur le territoire communal. Ceux-ci se ventilaient dans différentes catégories socioprofessionnelles qui sont par ordre d'importance celles des professions intermédiaires avec 31,4 %, des cadres et professions intellectuelles supérieures avec 26,5 % et des employés avec 25,8 % marquant l'importance du pôle tertiaire de Fontenay. Dans le même temps, les ouvriers ne représentaient que 12,4 %. Les Artisans, commerçants, chefs entreprise ne représentent que 3,8 % de ces emplois.
L'ensemble de ces emplois est ventilé dans différents secteurs d'activités. Le commerce, les transports et les services divers arrive en tête avec 65,1 % des emplois, suivi par l'administration publique, l'enseignement, la santé et l'action sociale avec 22 %. La construction et l'industrie avec respectivement 6,5 % et 6,3 % sont beaucoup moins représentés les femmes ne représentent que 47,9 % de ces emplois. Elles sont néanmoins particulièrement représentées dans les emplois du secteur de l'administration publique, de l'enseignement, de la santé et de l'action sociale. Elles ne représentent que 45,3 % des emplois du secteur du commerce, transports, services divers et 32,6 % des emplois du secteur industriel. Leur représentativité n'est que de 13,5 % dans la construction.

### Entreprises et commerces

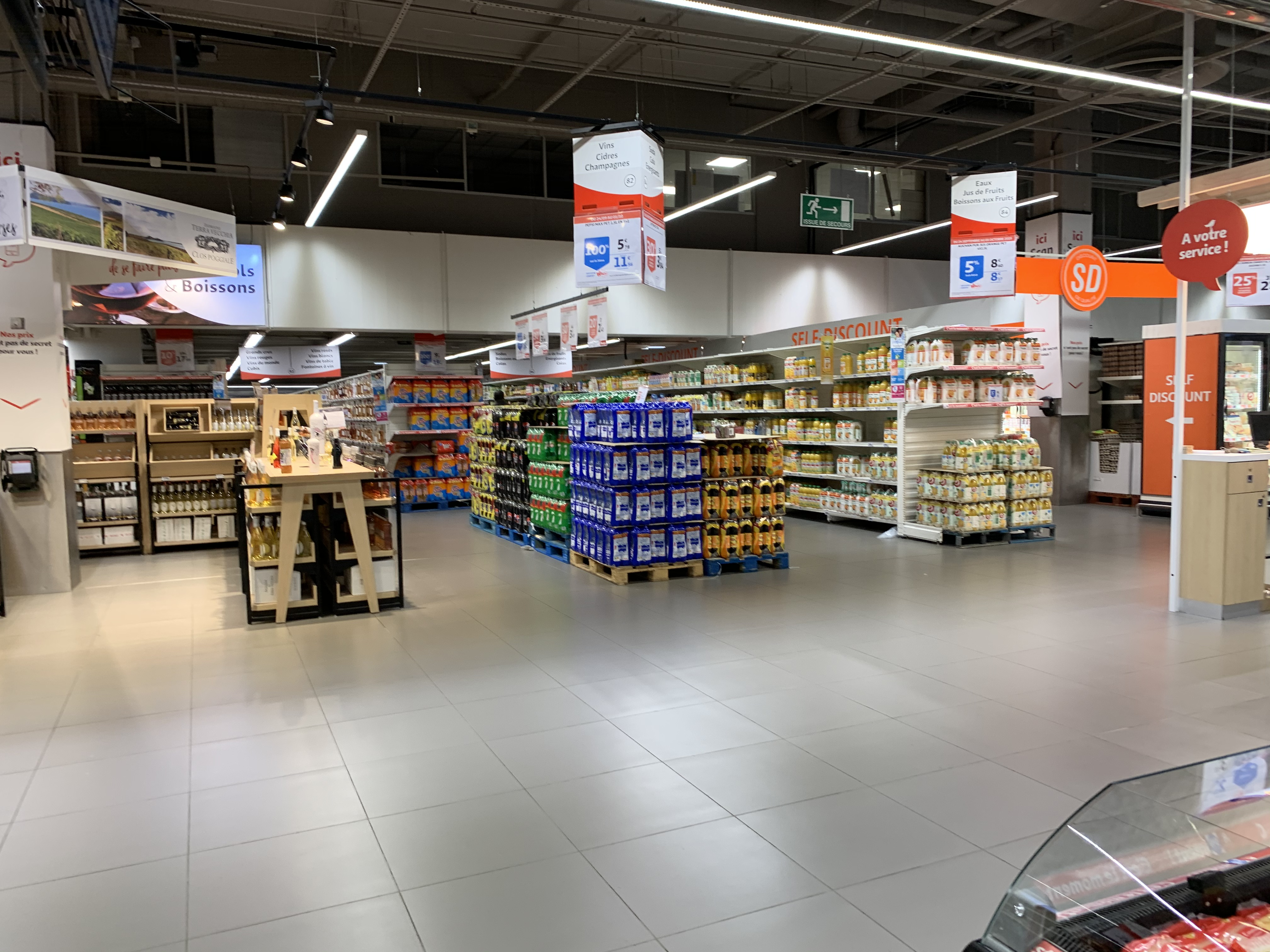
Intérieur de l'hypermarché Auchan au centre commercial du Val de Fontenay.

Le tissu économique de Fontenay-sous-Bois comprend les domaines de :
- la banque et les assurances (Société générale, Axa, BNP Paribas)[136],
- la pharmacie-chimie (la société de conditionnement de médicaments Cenexi sur l'ancien site Roche depuis 2008[137] et VWR, le distributeur mondial de fournitures pour Laboratoires[138]),
- la grande distribution (enseignes Auchan, Monoprix, Leader Price, Picard, Carrefour Market, Bricorama),
- le commerce de détail (dont des franchises notamment en centre commercial),
- l'hôtellerie notamment des hôtels du groupe Accor comme Mercure,
- des chaînes de restauration rapide comme McDonald's ou Burger King,
- l'entreprise d'outillage Guilbert Express créée en 1905,
- de nombreuses PME-PMI dans différents secteurs d'activités,
- le secteur public et parapublic (mairie, maison de retraite et ateliers de la RATP).

À côté de ces établissements existent plusieurs entreprises qui réalisent chacune plus de trente millions d'euros de chiffre d'affaires et qui possèdent leur siège social dans la ville : Univar, VWR international, Vaillant Group, Diversey, Cenexi, Avestra, Sabrié, Merck Chimie, Sab, Étoile des Nations, SNTPP…

#### Pôle économique
Depuis le début des années 1970, la ville accueille une importante zone économique dans sa partie est qui s'étend sur près de 160 ha et qui est desservie par l'autoroute A86, les lignes de RER A et E qui desservent la Gare du Val de Fontenay ainsi que de nombreuses lignes de bus. La construction de cette zone, non prévue initialement, commence en même temps que celui du Val de Fontenay. L'hypermarché Auchan est ouvert en juillet 1973. S'ensuivent la construction de bureaux à partir de 1978 et l'arrivée de la Société générale durant la fin des années 1980 qui permet la création de 5 500 emplois dans la commune.
La zone regroupe notamment un centre commercial régional doté d'un hypermarché et d'une centaine de boutiques, d'une zone d'activités et de plusieurs dizaines de milliers de m2 de bureaux. Ils font de Val-de-Fontenay le premier pôle économique de l'est parisien, pour qui il est parfois considéré comme le pendant, mais sans avoir la même ampleur, du quartier d'affaires de La Défense de l'ouest parisien,. Des entreprises telles que Société générale, Axa ou BNP Paribas y sont implantées.

#### Zones commerciales
Hormis le centre commercial régional de Val-de-Fontenay, réunissant de nombreuses enseignes de franchises la ville possède trois grandes zones commerciales :
- Fontenay - Village, dans le vieux Fontenay, avec une centaine de commerces et restaurants desservis par les lignes de bus 124 et la navette
- Dalayrac - Rigollots, limitrophe de Vincennes avec 75 commerces et restaurants (Monoprix, Picard) desservis par les lignes de bus 118, 124 et la navette
- Verdun - Gallieni, sur le plateau avec 75 commerces et restaurants desservis par les lignes de bus 118 et la navette

#### Les marchés

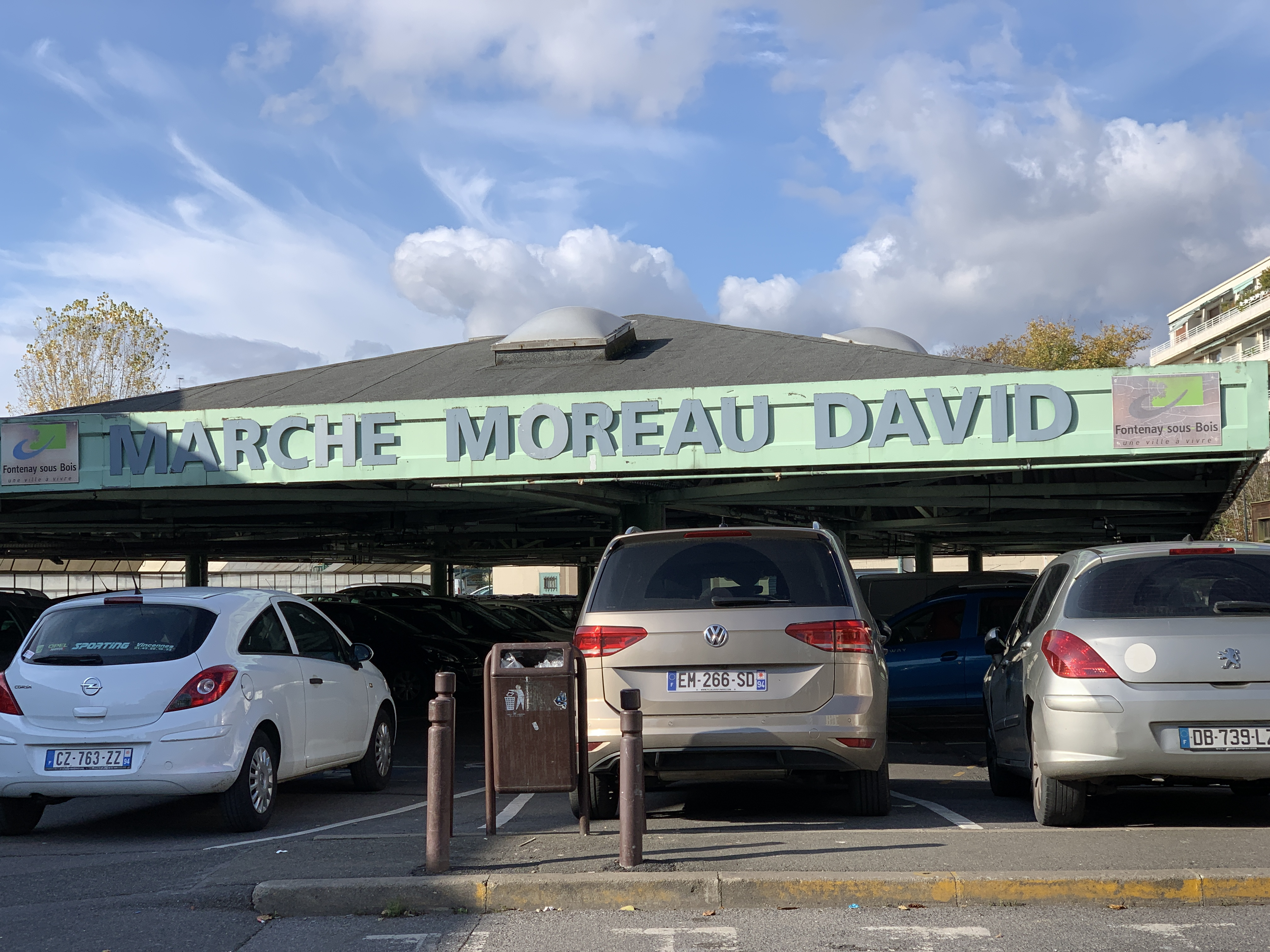
Marché Moreau-David.

Fontenay accueille également deux marchés :
- le marché du boulevard de Verdun desservi par le bus 118,
- le marché de la place Moreau-David (mercredi et dimanche) desservi par RER A et bus 124.

L'ancien marché Roublot n'existe plus.

#### Nombre d'entreprises
Le nombre d'entreprises qui possèdent au 1er janvier 2013 des activités marchandes hors agriculture et présentent à Fontenay est de 2 971 établissements
La ville a vu la création de 532 entreprises en 2012
| Secteurs d'activités                                         | Entreprises au 1/01/2013 | Créations en 2012 |
| ------------------------------------------------------------ | ------------------------ | ----------------- |
| Industrie                                                    | 131 (4,4 %)              | 14 (2,6 %)        |
| Construction                                                 | 449 (15,1 %)             | 105 (19,7 %)      |
| Commerce, transports, services divers                        | 2006 (67,5 %)            | 353 (66,4 %)      |
| Administration publique, enseignement, santé, action sociale | 385 (13,0 %)             | 60 (11,3 %)       |

## Culture locale et patrimoine

### Lieux et monuments

#### Église Saint-Germain l'auxerrois

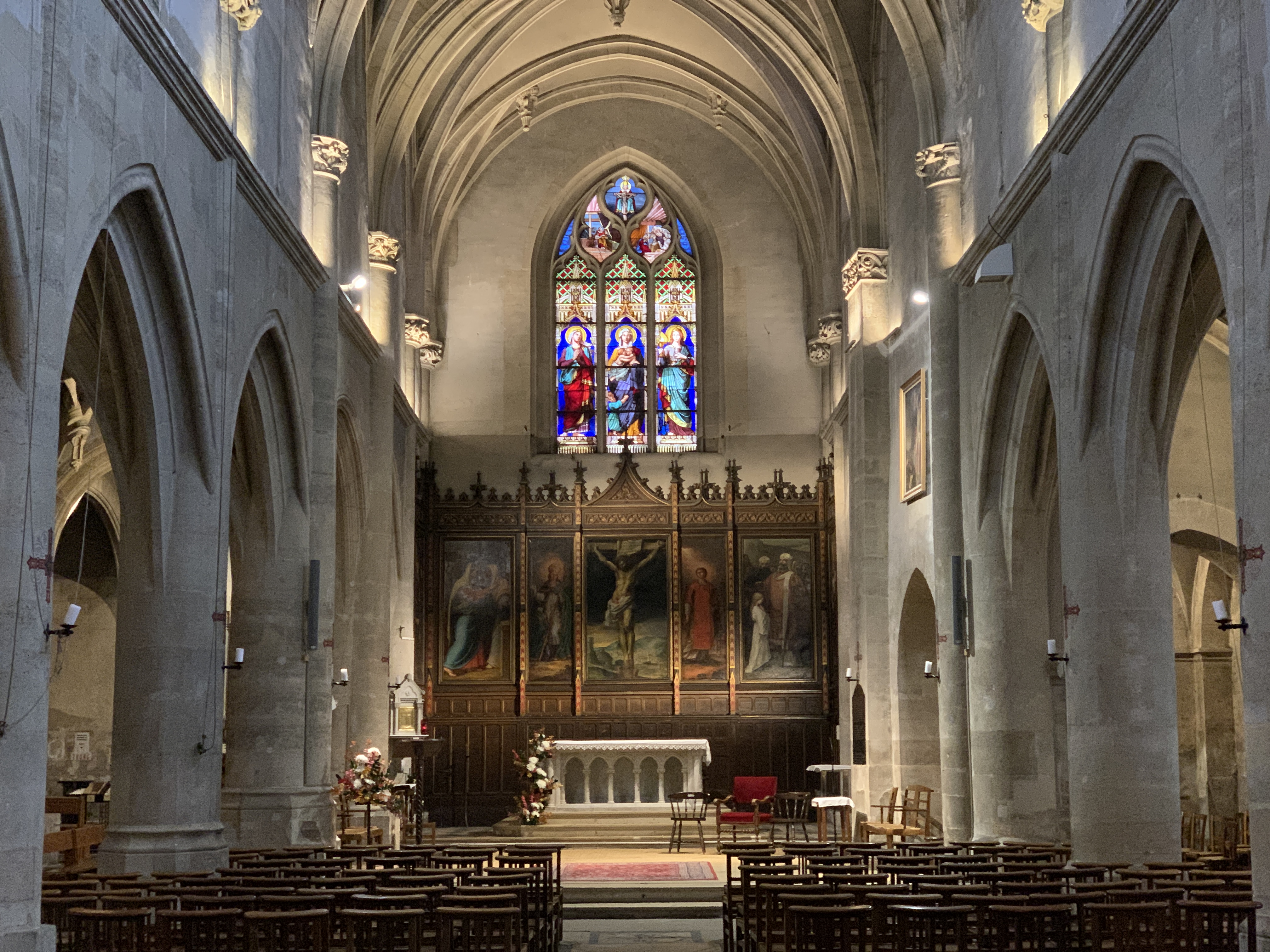
Intérieur de l'église Saint-Germain-l'Auxerrois.

Sur une église du XIIIe siècle, une nouvelle église est bâtie à la fin du XIVe siècle.
Les cloches sont baptisées en 1534, mais la nef n'est terminée qu'au milieu du XVIe siècle. Au XIXe siècle, des dégâts importants causées par la foudre entraînent des restaurations sous la conduite de l'architecte Claude Naissant. À noter : les voûtes d'ogive de la nef, les fonts baptismaux, le tabernacle, des dalles funéraires, un retable du XIXe siècle, deux toiles du XVIIIe représentant la Sainte Famille et saint Sébastien, retrouvées lors de travaux de toitures et rénovées pour exposition.

#### L'ancienne mairie

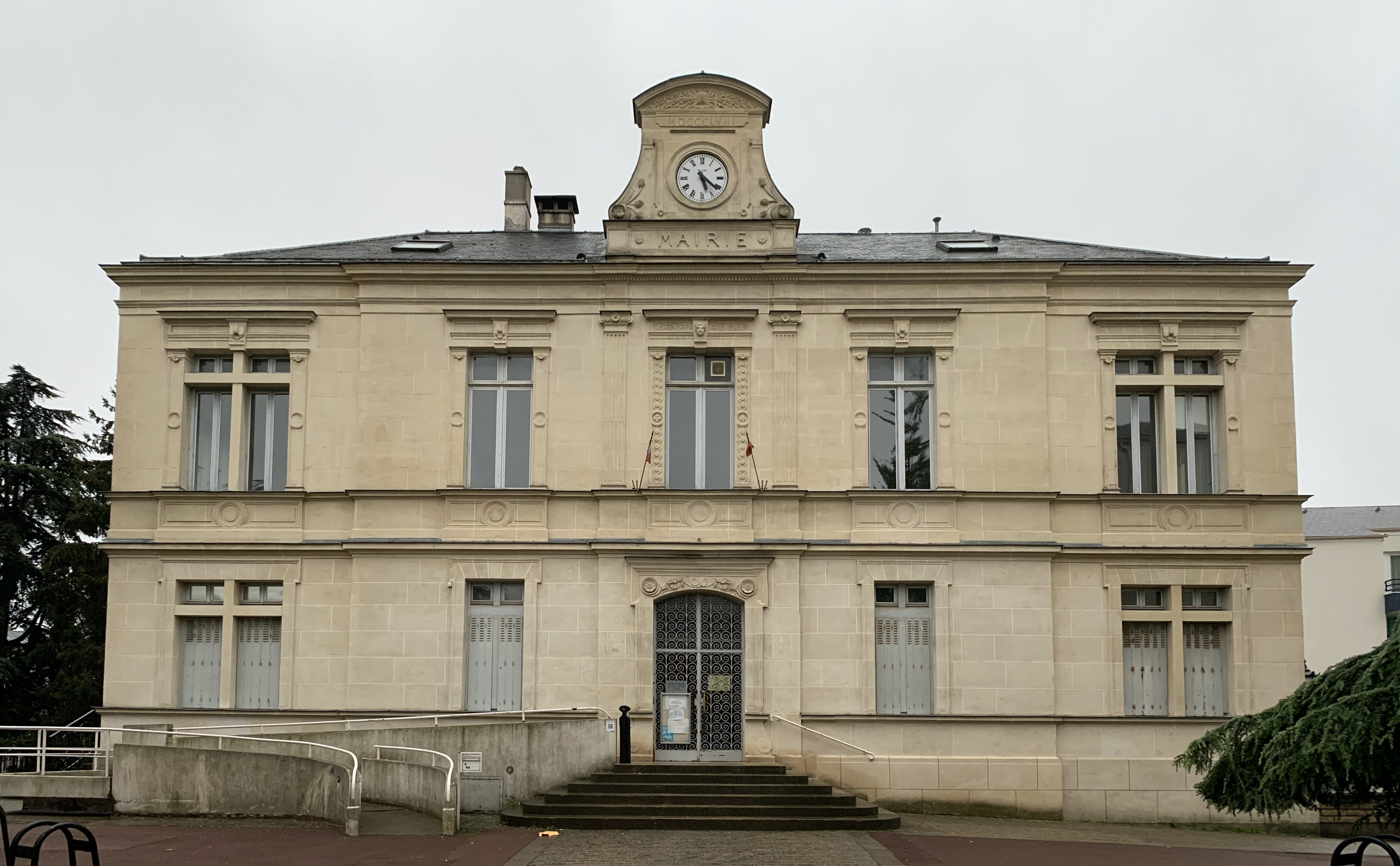
Ancienne mairie.

En 1858, il est décidé de construire une nouvelle mairie d'après les plans de l'architecte Naissant. Terminée en 1859, elle est agrandie en 1931. En 1972, la mairie quitte le bâtiment lors de l'édification du nouvel hôtel de ville. Depuis 1987, l'ancienne mairie est le siège de la Maison de l'habitat, de l'équipement et du cadre de vie.

#### Maison du Citoyen et de la Vie Associative

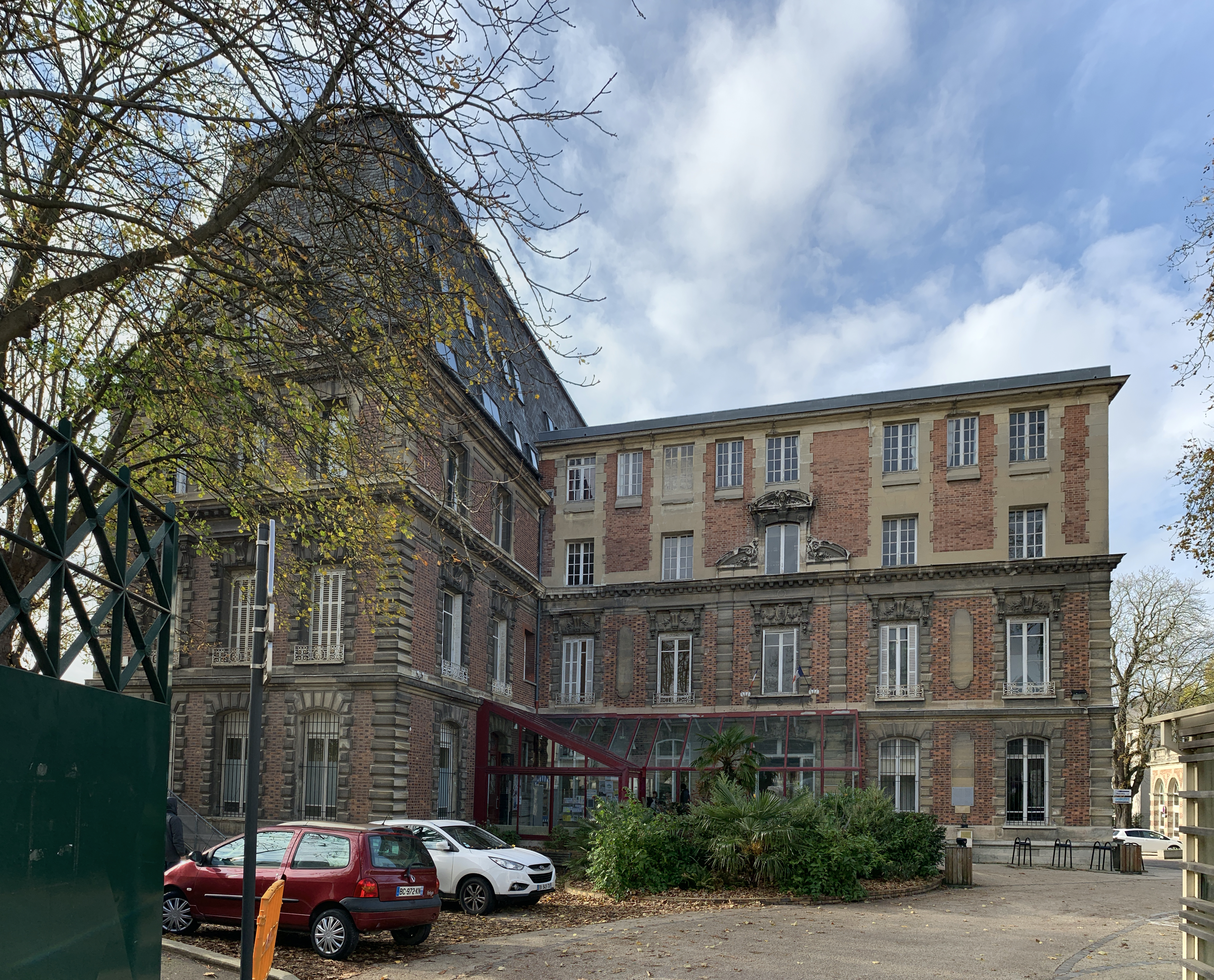
Maison du Citoyen et de la Vie Associative.

Le bâtiment originel est construit au début du XVIIIe siècle. Il est dévasté par les Alliés en 1815. Le bâtiment actuel est bâti au milieu du XIXe siècle. En 1893, l'Institution Sainte-Anne transforme le château en pensionnat de jeunes filles. En 1923, les religieux franciscains achètent le domaine par l'intermédiaire de Mgr Dreyer et il devient le Petit séminaire des Missions franciscaines. Il va marquer l'histoire de Fontenay au XXe siècle et éduquer des générations de garçons de la commune et d'ailleurs, dont certains entreront dans les ordres ou plus spécifiquement deviendront missionnaires. Pendant l'occupation (1940-1944), c'est un foyer de résistance à l'occupant allemand. En 1967, l'établissement d'enseignement ferme et le séminaire de la Mission de France s'y installe. DE 1973 à 1987 elle abrite un foyer d'accueil pour les réfugiés politiques latino-américains. Plus de 770 personnes y séjournent durant cette période.
À la fin du XXe siècle, la commune rachète le bâtiment et en fait la Maison du Citoyen et de la Vie Associative.

#### L'usine de pianos Gaveau

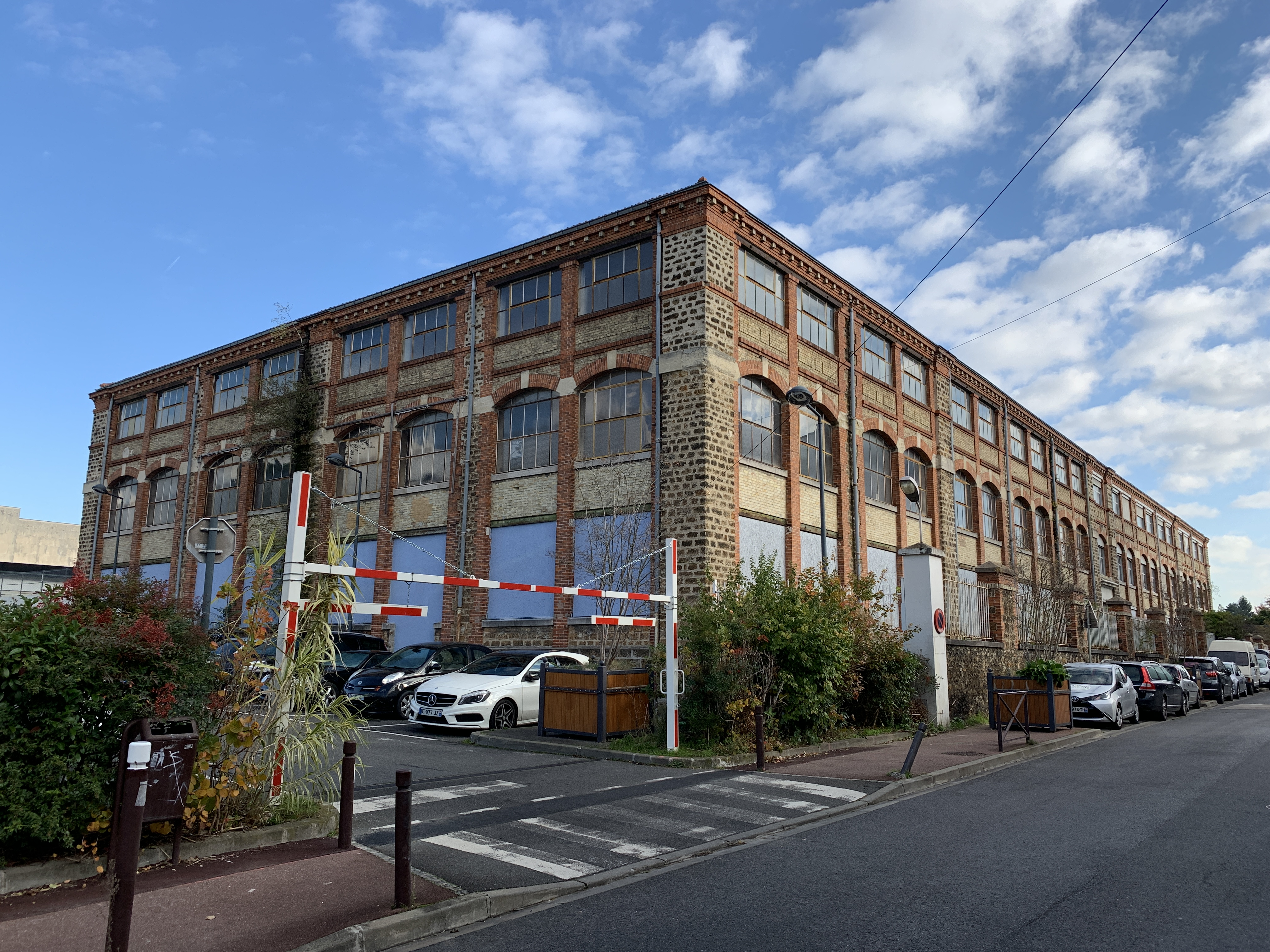
L'ancienne usine en 2019.

À la fin du XIXe siècle, la famille Gaveau installe son usine à Fontenay et implante une cité ouvrière. Au rez-de-chaussée du bâtiment principal, dans une galerie de 75 mètres de long, on débite les bois acheminés par un raccordement ferroviaire sur la ligne de Vincennes. Une machine de 300 chevaux-vapeur fournit l'énergie aux divers ateliers. Les tables d'harmonie sont mises à sécher pendant plusieurs mois à une température constante de 30°. 
À la grande époque, 2 000 pianos sont produits chaque année. L'usine emploie 350 ouvriers. Surélevée au début du XXe siècle, l'usine est ravagée en 1908 par un incendie. Un an plus tard, elle est remise en fonction. 
Le 8 mars 1918, durant la première Guerre mondiale, l'usine de pianos Gaveau est touchée lors d'un raid effectué par des avions allemands. 
Les bâtiments sont repris dans le courant du XXe siècle par l'entreprise Roche.

#### Le fort de Nogent
Le fort de Nogent est bâti de 1841 à 1844. Destiné à barrer l'accès est à la capitale, le fort est établi dans la commune de Fontenay, mais est dit de Nogent en raison de la tradition qui veut qu'un fort soit baptisé du nom de la ville qu'il défend. Il connaît son baptême du feu durant la guerre de 1870. En décembre, les canons prussiens bombardent le fort. Il ne tombe pas mais est livré aux Prussiens lors de la reddition du 26 janvier 1871. Aujourd'hui, il abrite le Groupement du recrutement de la Légion étrangère (GRLE).

#### La halle Roublot
Elle est construite rue Roublot en 1928 dans le style des halles Baltard pour abriter le marché. Durant la fin des années 2000, elle a été convertie en équipement culturel en regroupant la NEF (un espace consacré aux expositions), d’un théâtre de marionnettes, et du Comptoir lieu consacré à la musique),.

#### Sculptures
- L'Arbre (Liberté[153]), sculpture de Marino di Teana[154] en acier corten, la plus grande sculpture monumentale d'Europe, est érigée à Fontenay-sous-Bois. Elle a été commandée par le conseil général du Val-de-Marne et la Ville de Fontenay-sous-Bois.
- Héloïse ou… la fille des Trois-Rivières
- Musée en plein air, Parc de l'Hôtel de Ville
- Mémorial de la Liberté avec la sculpture « Les rescapés », œuvre de Maurice Cardon[155]

Disparue durant la Seconde Guerre mondiale, la Fontaine des Rosettes fut retrouvée par hasard, des années plus tard, chez un antiquaire d'Antibes. Récupérée par la ville de Fontenay, elle a été réinstallée dans le quartier des Rosettes, où on peut la voir aujourd'hui.

#### Fresques et street-art
En 1989 pour célébrer le bicentenaire de la Révolution et l’amitié entre les peuples la municipalité commande la réalisation de la plus grande fresque de France (259 m de long) .
Dans les années qui suivent plusieurs lieux de la ville servent de terrains d’entrainement à des artistes urbains. Les murs de Fontenay se couvrent alors de nombreuses fresques ou interventions artistiques d'artistes de street art (Jérôme Mesnager, Jef Aérosol, Mosko & associés...)
Depuis 2021 la commune a elle-même commandé des fresques rendant hommage aux femmes :
- en mars 2021 une fresque en hommage à Angela Davis de l'artiste C215 à proximité de la piscine municipale
- en mars 2022 une fresque en hommage à Wangari Muta Maathai de l'artiste Lima Lima à proximité de la piscine municipale
- en mars 2024 une fresque en hommage à Ginette Kolinka de Vallée Stoffler dans le "jardin japonais"
- en mars 2025 une fresque en hommage à Gisèle Pelicot d'Eloïse Heinzer à proximité du foyer des retraités

### Patrimoine culturel

#### Le kiosque à musique
La ville acquiert, après délibération du conseil municipal en date du 3 mai 1901, un kiosque à musique construit pour l'Exposition universelle de 1900. L'Orchestre des régiments casernés à Vincennes venait y donner des concerts.

#### Ville numérique

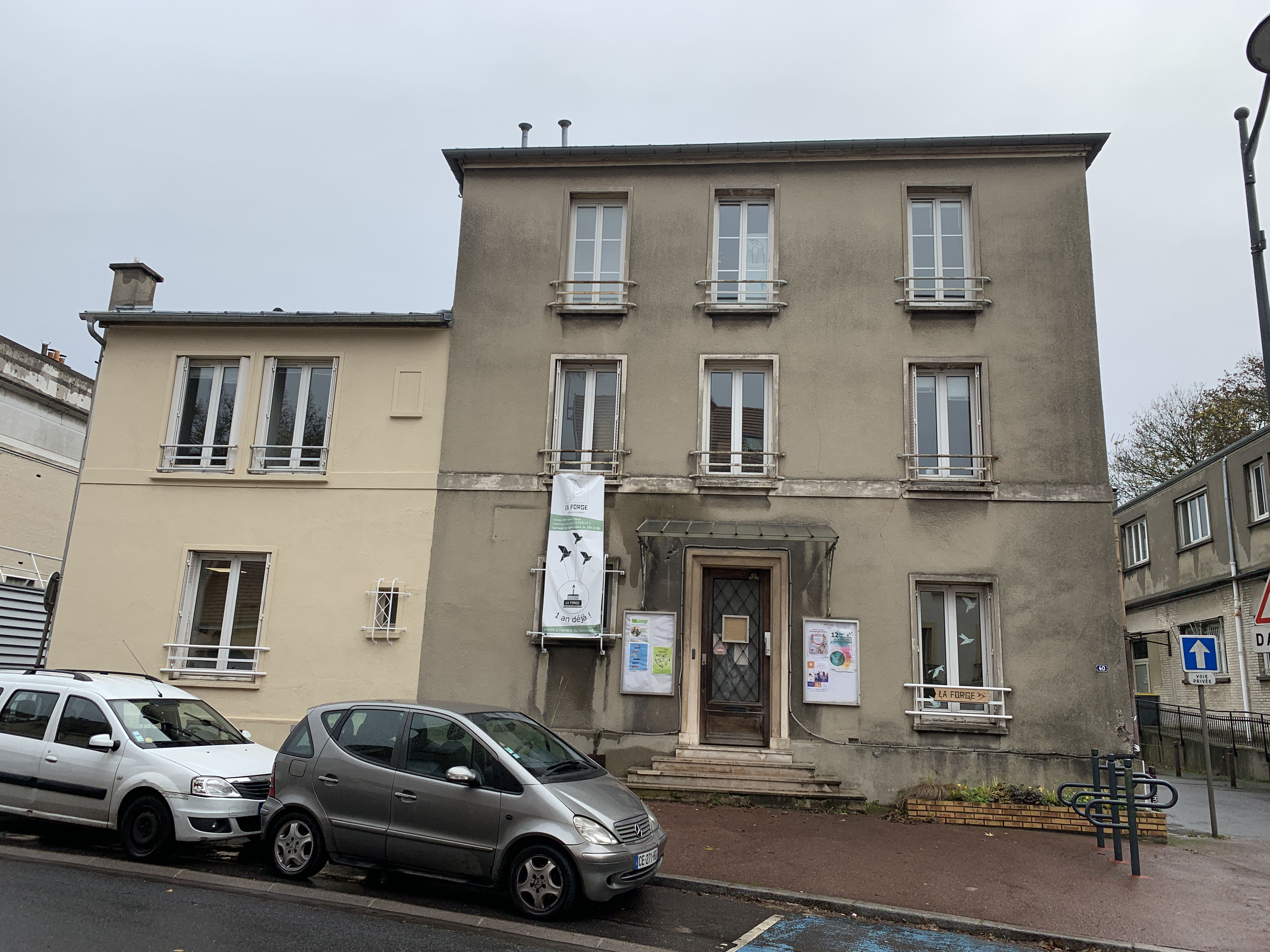
Bâtiment accueillant La Forge

Le 15 décembre 2009, Fontenay-sous-bois reçoit le label « Ville Internet@@@@@ 2010 », distinction des collectivités les plus dynamiques pour le développement de l'internet citoyen, conservée sans interruption jusqu'en 2024. En 2021, Fontenay a été labellisée pour trois années "Territoire d'Excellence Numérique". Cette distinction a été renouvelée en 2024. La ville met à disposition des points d'accès Wi-Fi publics et gratuits dans différents bâtiments communaux et depuis juillet 2015 en extérieur dans le bas du parc de l'hôtel de ville. La ville organise chaque année depuis 2010 un colloque intitulé Internet solidaire en partenariat avec l'association Villes Internet et la Délégation aux Usages d'Internet (DUI).
Elle possède depuis septembre 2018 un tiers-lieu municipal numérique appelé La Forge.

#### Littérature
- En 1749, Jean-Jacques Rousseau rencontre Grimm à Fontenay[159],[160].
- Fil Rouge de Patrick Bannwel
- Au service du Québec : souvenirs Par Gaston Cholette

#### Cinéma
La ville a servi de cadre à plusieurs films :
- 1963 : Les Tontons flingueurs - Scène à l'intérieur du bowling de la Matène
- 1978 : Les Chiens - Scène à l'intérieur du bowling de la Matène. Le docteur Ferret (Victor Lanoux) et Elisabeth (Nicole Calfan) y jouent
- 1982 : La boum 2 - Scène : les deux jeunes amoureux prenant le bus 118 à la Porte de Vincennes se retrouvent malgré eux dans la zone industrielle de Val de Fontenay.
- 1988 : Les Nouveaux Chevaliers du ciel - Scène à l'intérieur du bowling de la Matène
- 1989 : L'Union sacrée - Scène : sortie en traversant la porte d'une usine en voiture (ancienne boutique du dos intersection rue Roublot-rue des Mocards)
- 1989 : Monsieur Hire - Scène à l'intérieur du bowling de la Matène (au bar et sur les pistes)
- 1999 : Ma petite entreprise - Scène : Sami (Roschdy Zem) sort de la cour du collège Jean Macé
- 2004 : Podium - Scène : Bernard Fréderic se rend chez l'amie de Véro pour l'anniversaire de son fils, rue de Rosny, la maison à la porte rouge.
- 2005 : Confession d'un menteur - Scène à l'intérieur du bowling de la Matène. Romain/Roland retrouve sa "maitresse" au bowling. Après avoir mangé un croque monsieur, ils font une partie de bowling.
- 2006 : Jean Philippe - Scène à l'entrée du bowling de la Matène.
- 2008 : La Première Étoile - Scène aux Larris

#### Télévision
- 1981 : Pause café - Scène tournée au Lycée Pablo Picasso
- 2009 : Braquo - feuilleton télévisé d'Olivier Marchal et Frédéric Schœndœrffer

### Équipements culturels
- le théâtre Jean-François Voguet[161]

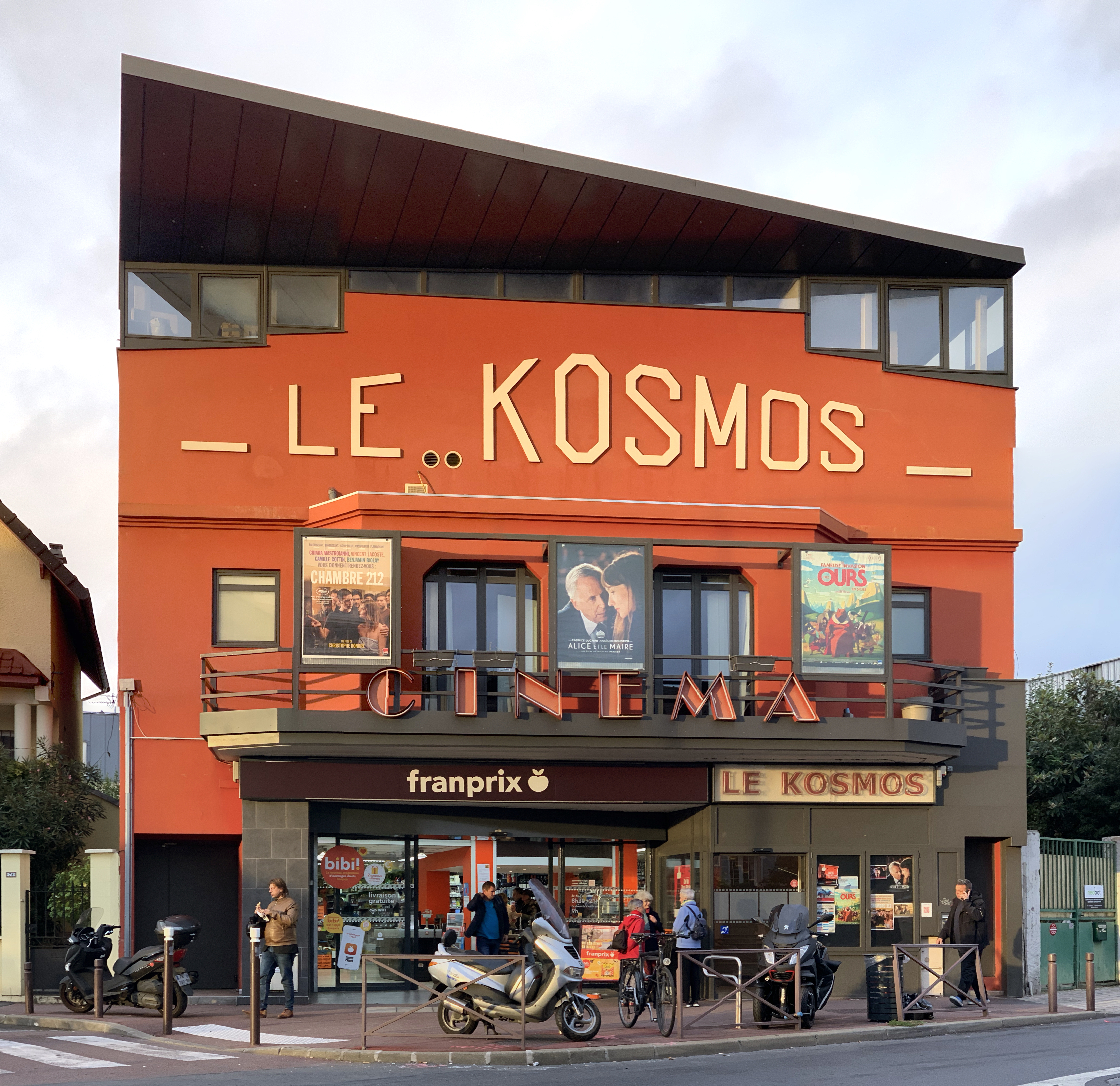
Cinéma Le Kosmos.

- la salle de spectacle Jacques-Brel
- la médiathèque Louis-Aragon
- le conservatoire de musique et de danse Guy-Dinoird
- Les Espaces Publics Numériques
- l'espace Gérard-Philipe
- le cinéma d'art et d'essai Le Kosmos
- le théâtre de marionnettes Roublot[162]

### Personnalités liées à la commune

#### Scientifiques
- Jean-Augustin Barral, chimiste, physicien et agronome, est mort à Fontenay-sous-Bois.
- Alphonse Eugène Beau dit "Beau de Rochas", ingénieur en génie civil et thermodynamique, est enterré à Fontenay-sous-Bois.
- Louis-Florentin Calmeil, psychiatre et historien de la médecine, est mort à Fontenay-sous-Bois le 11 mars 1895[163].
- Yves Gomy, entomologiste (histéridologue) a vécu plus de 20 ans à Fontenay-sous-Bois.
- Robert Kühner, mycologue a vécu à Fontenay-sous-Bois[164].

#### Artistes

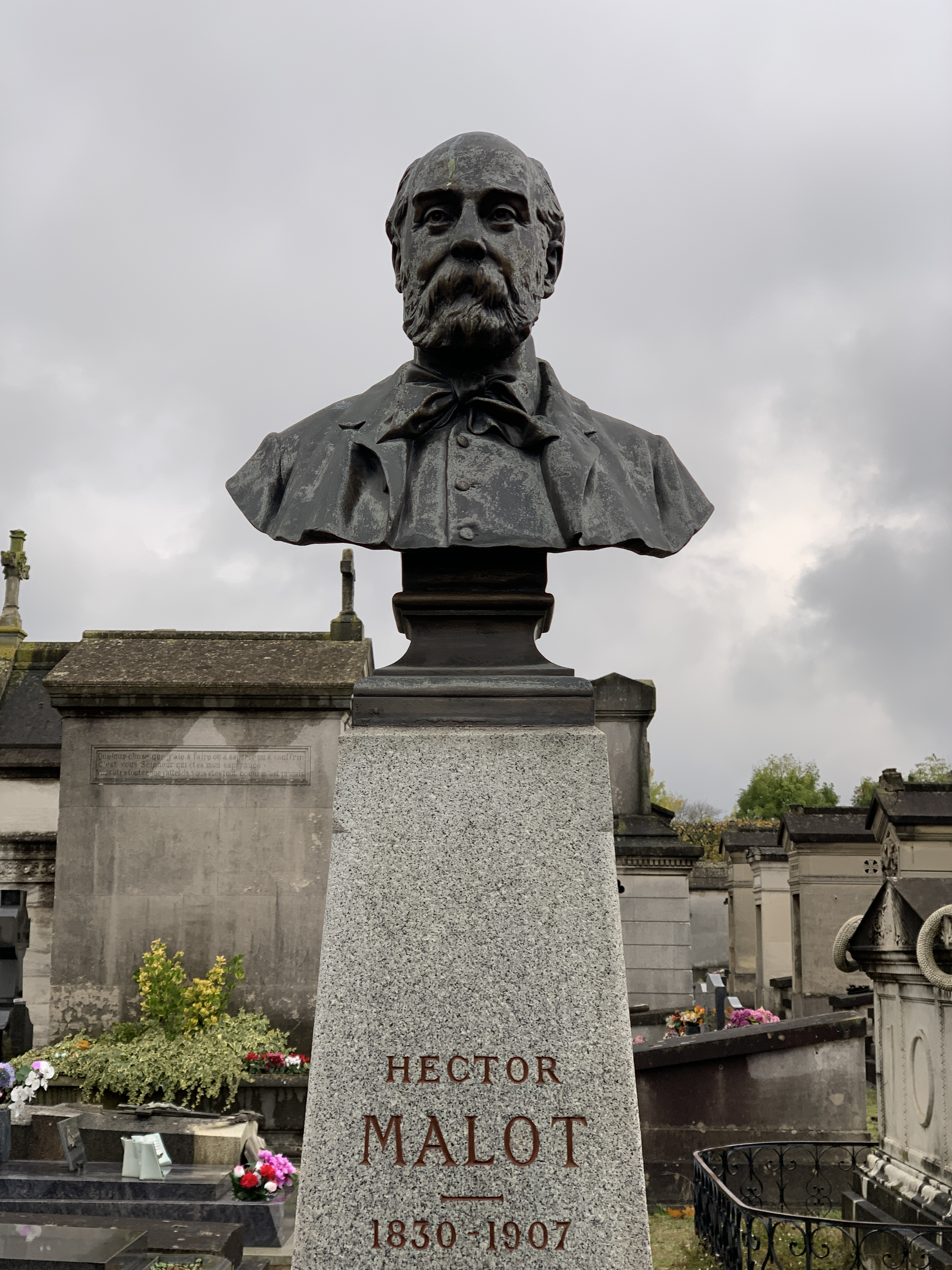
Tombe d'Hector Malot au cimetière de Fontenay-sous-Bois.

- Laurent Bernat, né Laurent Bernazzani (1961-2004), bassiste de hard rock, membre fondateur de Satan Jokers, a fréquenté le conservatoire de Fontenay-sous-Bois.
- Joe Turner (1907-1990), pianiste de jazz américain spécialisé dans le style piano stride, est inhumé à Fontenay-sous-Bois. Des studios d'enregistrement portent son nom.
- Émile Bertaux (1869-1917), historien de l’art, est né à Fontenay-sous-Bois.
- Sandrine Bonnaire (1967- ), actrice, réalisatrice et scénariste, a résidé à Fontenay-sous-Bois.
- Mathieu Boogaerts (1970- ) , auteur-compositeur-interprète, y est né.
- La Fève, pseudonyme de Louis Ambroise Germain (1999- ), rappeur et producteur y a grandi.
- Adolphe Boschot, musicographe et critique musical, est né à Fontenay-sous-Bois.
- Cabu, dessinateur, a vécu à Fontenay-sous-Bois lorsqu'il était étudiant.
- Adelita del Campo et Julián Antonio Ramírez, artistes républicains espagnols, ont vécu à Fontenay-sous-Bois.
- Maurice Cardon, sculpteur spécialiste du métal, est enterré au cimetière de Fontenay-sous-Bois.
- François Castiello, accordéoniste, chanteur réside actuellement à Fontenay-sous-Bois.
- François Corbier, animateur révélé par le Club Dorothée, a résidé à Fontenay-sous-Bois.
- Didier Daeninckx, écrivain, réside à Fontenay-sous-Bois.
- Nicolas Dalayrac, compositeur, a résidé à Fontenay-sous-Bois. Il est enterré dans le cimetière près du centre-ville. Une des artères principales de la commune porte son nom.
- Emmanuelle Devos, actrice, habite à Fontenay.
- Dietrich-Mohr, sculpteur contemporain, habite Fontenay-sous-Bois depuis 1994 et y a son atelier.
- Pierre-Louis Dubus, dit « Préville », acteur à la Comédie-Française, a habité Fontenay.
- Yves Elléouët, peintre, poète et écrivain, y est né.
- Suzanne Elven, artiste lyrique est décédée à Fontenay-sous-Bois.
- Suzanne Flon, actrice, a habité à Fontenay-sous-Bois.
- Gambi, rappeur est né en 1999 à Fontenay-sous-Bois.
- Denise Gatard, céramiste, est née à Fontenay-sous-Bois en 1908.
- Jean Giraud, dessinateur et scénariste, a passé son enfance à Fontenay-sous-Bois.
- Jean Gruault, scénariste et dramaturge est né dans cette ville.
- Renaud Hantson, batteur des Satan Jokers, a fréquenté le conservatoire de Fontenay-sous-Bois.
- Christian Jaccard, artiste plasticien, est né à Fontenay-sous-Bois.
- Georges Jouve, céramiste, est né à Fontenay-sous-Bois en 1910.
- Mathieu Kassovitz, acteur-réalisateur, réside actuellement à Fontenay-sous-Bois.
- Laurent Kloetzer, romancier y est né en 1975.
- Richard Kolinka, batteur, ancien batteur du groupe Téléphone et d'Alice Cooper, réside actuellement à Fontenay-sous-Bois.
- Philippe Lacheau, acteur, réalisateur, scénariste et animateur de télévision y est né.
- Claude Lacroix, dessinateur et scénariste notamment du "Cycle de Cyann", réside actuellement à Fontenay-sous-Bois.
- Pascal Légitimus, comédien et membre des Inconnus, a résidé à Fontenay-sous-Bois.
- Claude Le Péron, bassiste, y est né en 1948.
- Léopold Levert (1819-1882), peintre, a vécu à Fontenay-sous-Bois où il est mort.
- Lex Rex, ancien guitariste du groupe Undercover Slut, réside actuellement à Fontenay-sous-Bois.
- André Luguet, acteur, réalisateur et scénariste, est né à Fontenay-sous-Bois.
- Valérie Mairesse, actrice, réside actuellement à Fontenay-sous-Bois.
- Hector Malot (1830-1907), écrivain, a vécu quarante-trois ans et est décédé dans cette ville. Il y est enterré.
- André Manoukian, artiste, a résidé à Fontenay-sous-Bois.
- Doudou Masta, acteur et rappeur habite à Fontenay-sous-Bois.
- Mezzo, auteur de bandes dessinées, réside actuellement à Fontenay-sous-Bois.
- Samy Naceri, acteur, y a passé son enfance.
- Natasha Nice, actrice porno, est née à Fontenay-sous-Bois.
- Tom Novembre, acteur, réside actuellement à Fontenay-sous-Bois.
- Vanessa Paradis, chanteuse, a fréquenté le lycée Pablo Picasso à Fontenay-sous-Bois.
- Charles-Gabriel Potier, acteur, est mort le 20 mai 1838 à Fontenay-sous-Bois.
- Maurice Pottecher, écrivain et poète, y est décédé.
- Louis-Xavier de Ricard, poète, écrivain et journaliste, est né à Fontenay-sous-Bois, où une rue porte son nom.
- François Salvaing, écrivain, y a habité. Il a écrit un livre sur la ville dont il fut conseiller municipal : Fontenay-sous-Bois, histoire(s).
- Ladislas Starevitch, pionnier du cinéma d'animation, y a vécu 40 ans et est y décédé en 1965.
- Marcel Van Thienen, sculpteur, y est né.
- Philippe Torreton, acteur, réside actuellement à Fontenay-sous-Bois.
- Dalton Trumbo, scénariste américain, a séjourné à Fontenay-sous-Bois entre 1949 et 1951.

#### Sportifs
- Louison Bobet, triple vainqueur du Tour de France a résidé rue Roublot à Fontenay-sous-Bois. Une rue porte son nom.
- Robert Marchand, cycliste et centenaire, connu pour la pratique toujours active de son sport et l'obtention de divers records à plus de 100 ans.
- Émile Bongiorni, joueur de l'équipe de France de football, est enterré au cimetière de Fontenay-sous-Bois.
- Stéphane Caristan, athlète, réside actuellement à Fontenay-sous-Bois.
- Jean Galfione, athlète, perchiste puis skipper, a résidé à Fontenay-sous-Bois
- Pascal Gentil, taekwondoïste et vice-champion olympique, a passé son enfance à Fontenay-sous-Bois et a fait ses débuts dans le club de la ville.
- Jean Massare né le 29 août 1922 à Fontenay-sous-Bois. International de rugby à XV (5 sélections en 1945 et 1946).
- Blaise Matuidi, footballeur international français, y a passé son enfance avant de rejoindre Clairefontaine.
- Mehdi Labdouni, champion d'Europe poids plume de boxe anglaise vit a Fontenay depuis son enfance.
- Gilles Simon, joueur de tennis, a passé son enfance à Fontenay-sous-Bois.
- Éric Cantona, footballeur et acteur a résidé à Fontenay-sous-Bois[165]

#### Hommes politiques
- François Chérèque, syndicaliste CFDT, habitait Fontenay-sous-Bois.
- Danton, révolutionnaire, venait régulièrement en villégiature à Fontenay-sous-Bois où résidait son beau-père.
- Gustave Doussain, homme politique, député et sous-secrétaire d'État à l'Enseignement Technique, décédé à Fontenay-sous-Bois.
- René Dumont, agronome, écologiste, fondateur d'ATTAC, a résidé à Fontenay-sous-Bois de 1959 à 2001, date de sa disparition à 97 ans.
- Bernard Kouchner, médecin et ministre, a été élève à Fontenay-sous-Bois.

#### Autres
- Robert Grouvel, (1900-1965), historien militaire, né à Fontenay-sous-Bois.
- Yves Calvi, présentateur, réside à Fontenay-sous-Bois.
- Philippe Frémeaux, directeur de la rédaction d'Alternatives économiques, y a résidé.
- François-Joseph Alexandre Letourneur, (1769-1842), général de Napoléon Ier, est mort à Fontenay-sous-Bois.
- Alfred Robaut, imprimeur et historien d'art, y est mort.
- Pierre Rouanet, journaliste, y est né.
- Sylvain Venayre, historien, y réside[166].
- Charles Bichat (1901-1964), commissaire de police et résistant, né à Fontenay-sous-Bois
- Nikos Aliagas, journaliste et animateur y réside[167].

### Héraldique, logotype et devise

Logo de la municipalité jusqu'en 2023.

|  | Les armes de Fontenay-sous-Bois, créées en 1893 se blasonnent ainsi : D'or au chêne de sinople englanté du champ, posé sur une terrasse aussi de sinople chargée d'une fasce ondée d'argent, au chef d'azur chargé d'une escarboucle d'or accostée de deux fleurs de lys du même. Le chêne rappelle le bois de Vincennes ; la rivière, les sources nombreuses du territoire qui ont donné leur nom à la commune et le chef représente les armes de l'abbaye de Saint-Victor, dont les prieurs furent seigneurs du pays de 1113 à 1789. Écu timbré de la couronne murale d'or, soutenu de deux branches de chêne. La devise de la ville est : Querno sub tegmine fontes, ce qui signifie « Les fontaines sous le feuillage du chêne ». |

## Pour approfondir

### Filmographie
- « Fontenay notre ville - no 1 », Banlieue, la ceinture rouge parisienne, Ciné-archives, 1970 (consulté le 9 mai 2015).